# Ada Ciganlija
Ada Ciganlija (tiếng Serbia: Ада Циганлија) là một hòn đảo trên sông Sava ở Beograd, được biến thành một bán đảo nhân tạo. Tên này cũng được đặt cho toàn khu vực công viên và hồ Sava lân cận, được tạo ra bằng cách chia dòng Sava với bờ hồ. Đảo thuộc khu Čukarica và do JP Ada Ciganlija quản lý.
Diện tích bán đảo là 8 km² và bên cạnh hồ Sava còn có hồ Ada Safari tự nhiên.
Trong quá khứ, Ada Ciganlija đại diện cho vùng ngoại vi xa Beograd và có tầm quan trọng trong chiến tranh, nơi diễn ra một số trận chiến. Trong cuộc bao vây Beograd năm 1789, quân đội Áo đóng trại lớn nhất trên đảo. Năm 1821, Ada Ciganlija được Hoàng thân Miloš Obrenović ban cho địa vị thành bang. Trong giai đoạn 1920-1956, tại đây có một nhà tù, nơi thi hành án tử hình.
Bán đảo gồm hơn 70 nhà hàng và quán cà phê để phục vụ ăn uống, có sẵn hàng tá bè đi sông. Một số biểu tượng trên bán đảo là tháp công lý, mạch nước, tượng đá và Cầu Ada.
Một số lượng lớn các loài chim, 450 loài thực vật, 94 loài côn trùng và 250 loài nấm được tìm thấy tại Ada Ciganlija, môi trường sinh cảnh này được pháp luật bảo vệ.
Ada Ciganlija có hình dạng như hiện tại từ ngày 25 tháng 5 năm 1959. Ngày này gọi là "Ngày Ada Ciganlija". Trước đó, mặt bắc bán đảo chỉ là một đồng cỏ, ngày nay gọi là khu Beograd Mới.
Với vị trí, chất lượng nước, cơ sở trang bị xung quanh và chiều dài dòng chảy, hồ Sava rất thích hợp cho các môn thể thao trên mặt nước như bơi lội, chèo thuyền, bóng nước, lặn, lướt ván buồm,... nên được tổ chức một số giải vô địch thế giới và trong nước.
Ngày nay, Ada Ciganlija là trung tâm văn hóa thể thao và giải trí lớn nhất tại Beograd, có hơn 50 sân thể thao ngoài trời và khu giải trí đa chức năng cực kỳ nổi tiếng của Beograd. Hơn 300 sự kiện và chương trình cổ động được tổ chức hàng năm trên Ada Ciganlija và trung bình khoảng bốn triệu du khách ghé thăm mỗi năm. Ada Ciganlija nổi tiếng đến mức thường được gọi thông dụng là Biển Beograd (beogradskim morem), trong khẩu hiệu quảng cáo chính thức năm 2008 được cách điệu thành Biển BeogrADA (More BeogrADA).
Ngày nay, Ada Ciganlija được chính quyền thành phố quản lý thông qua Doanh nghiệp nhà nước JP Ada Ciganlija, chịu trách nhiệm toàn bộ về địa hình sinh thái, khu giải trí, bãi tắm và hồ Sava.

## Thể thao

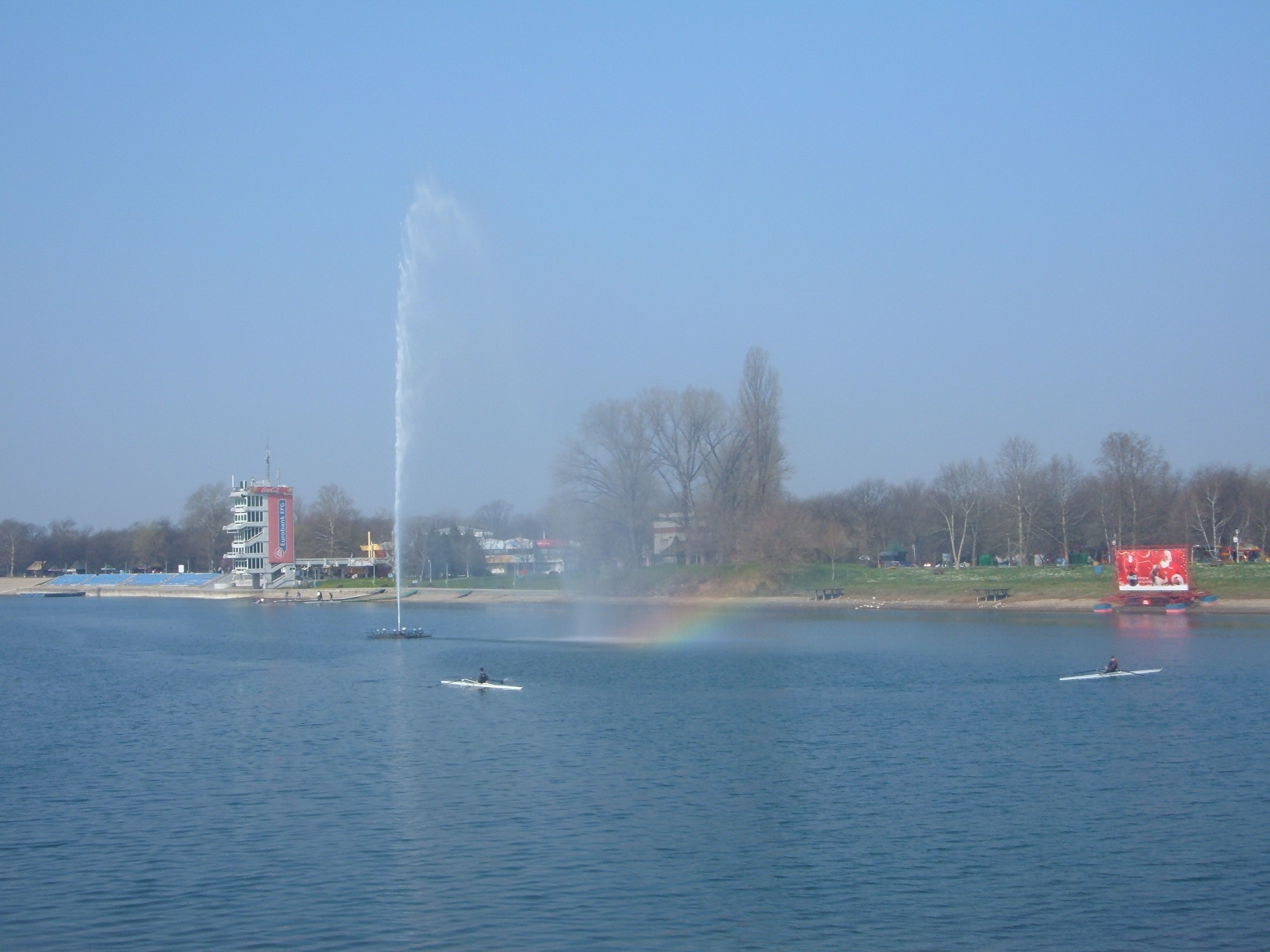
Chèo thuyền trên hồ Sava

## Văn hóa và lễ hội

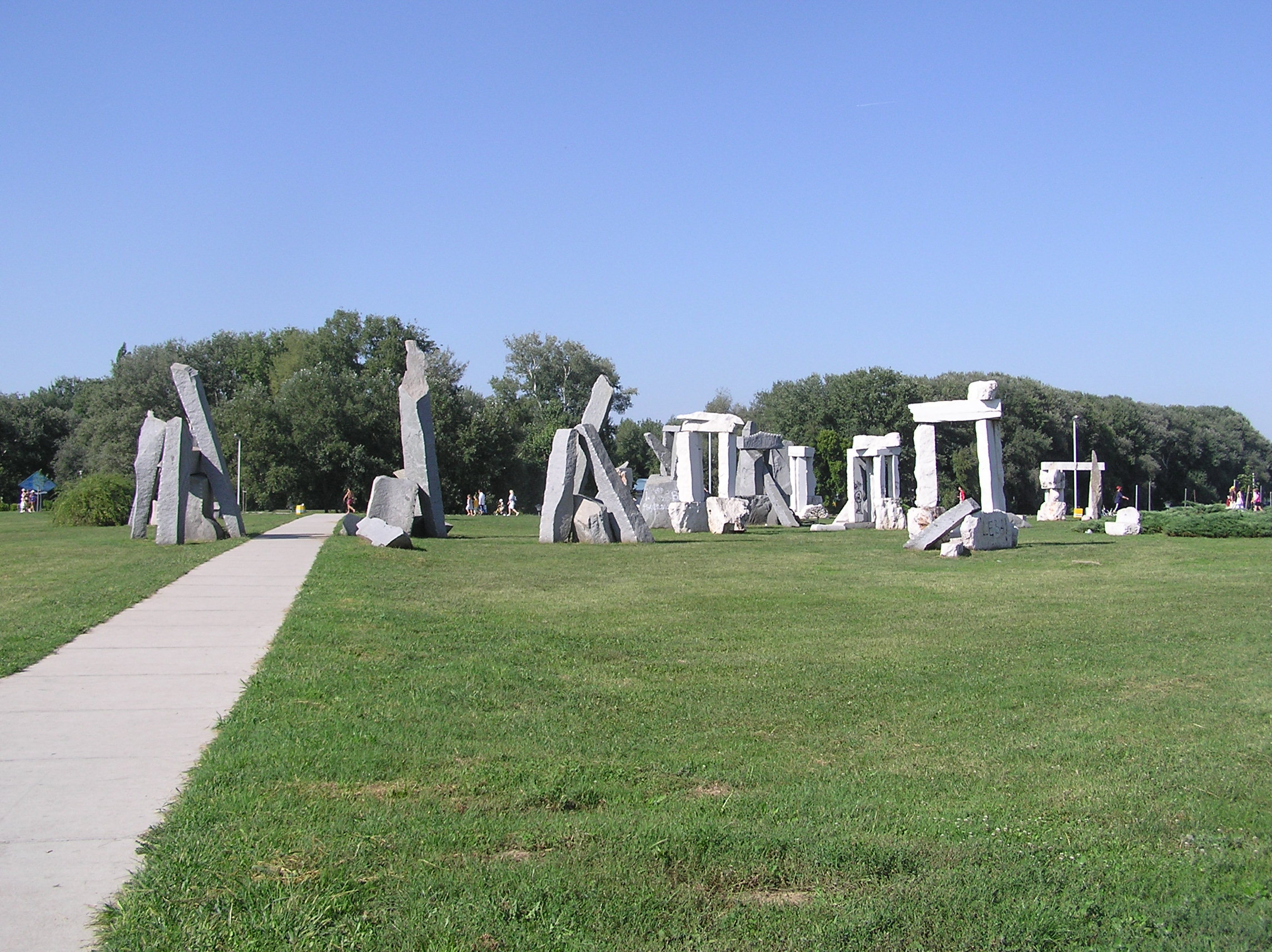
Các tác phẩm điêu khắc đá của Ratko Vulanović ở lối vào bán đảo là một trong những biểu tượng của Ada Ciganlija

### Cầu Ada

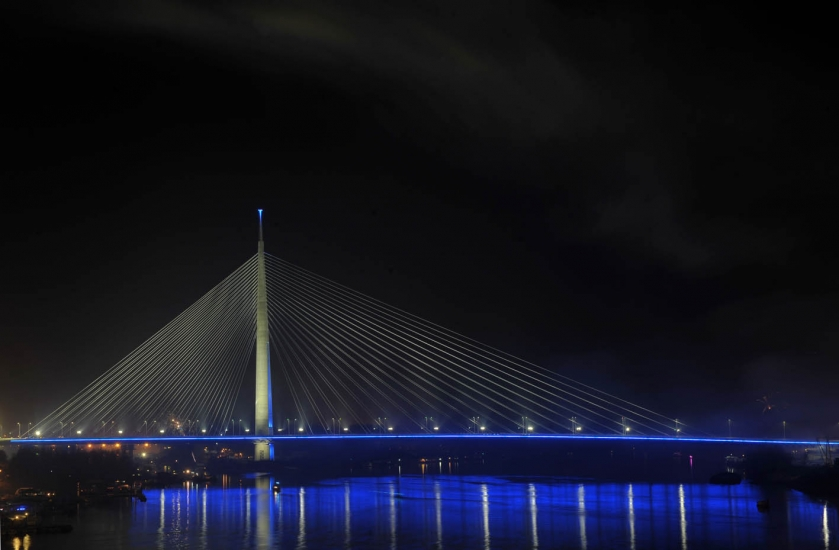
Quang cảnh cầu Ada

## Hình ảnh

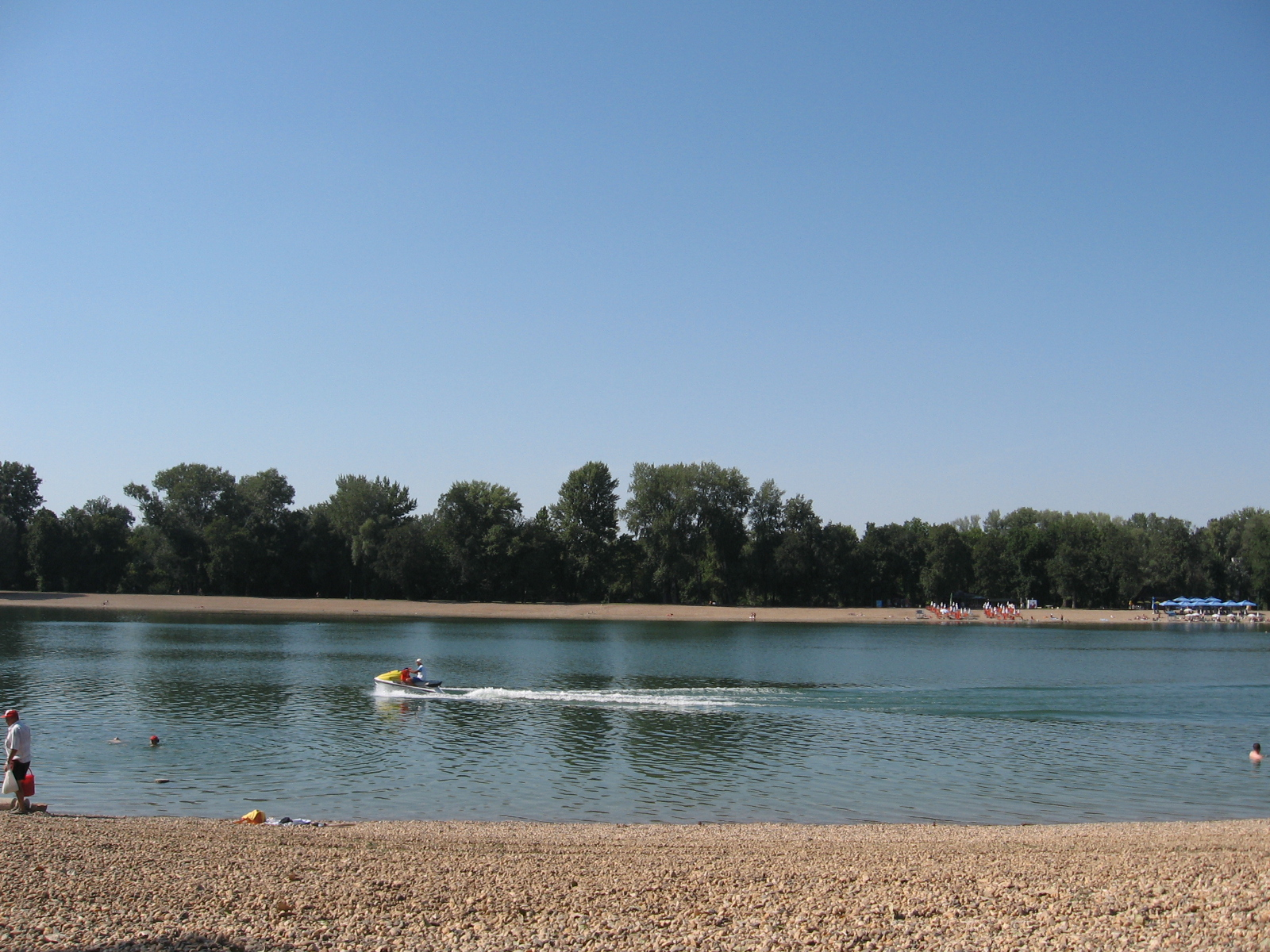
Quang cảnh bờ sông và hồ Sava
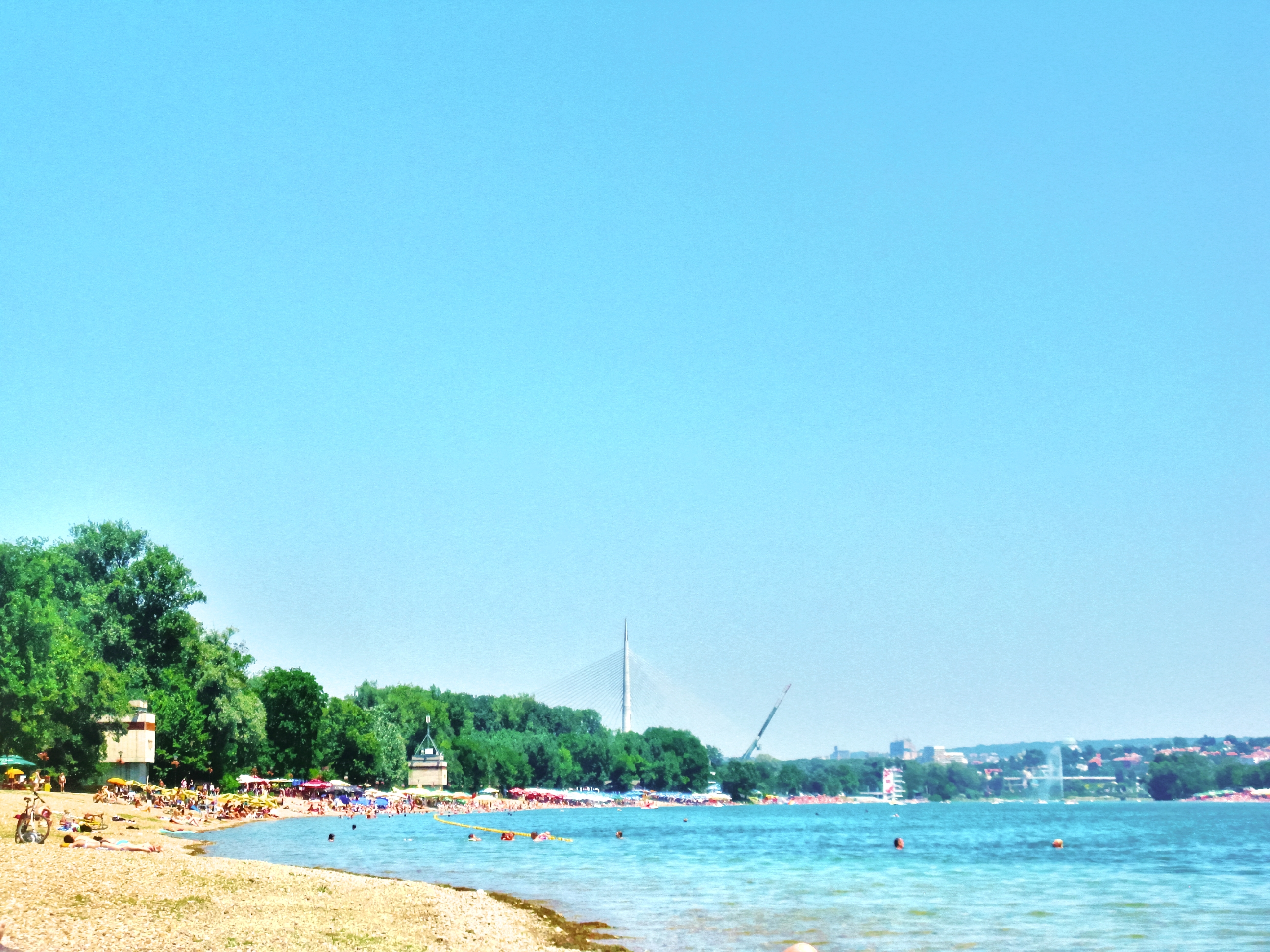
Bãi tắm trên bán đảo
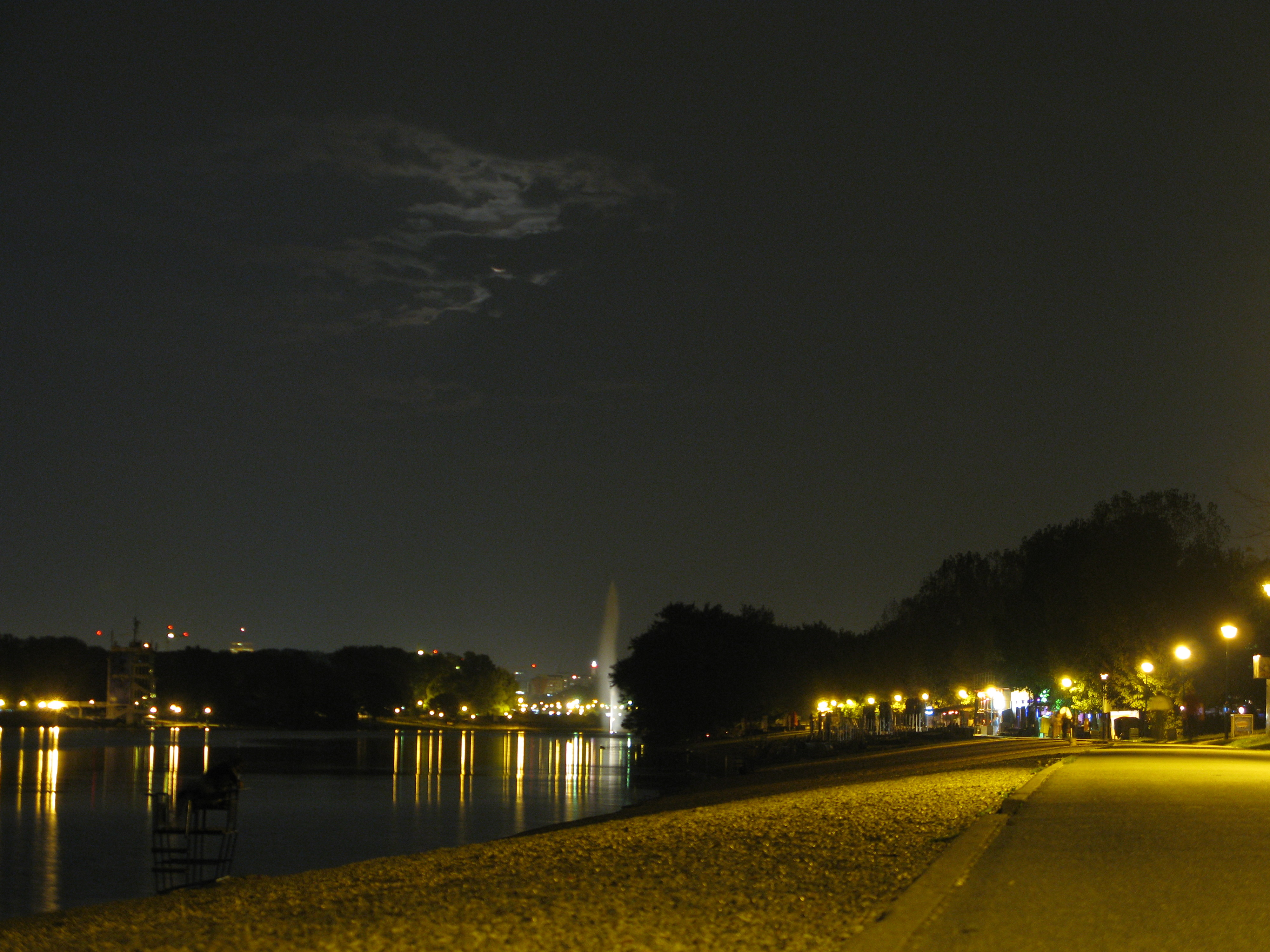
Ada Ciganlija về đêm
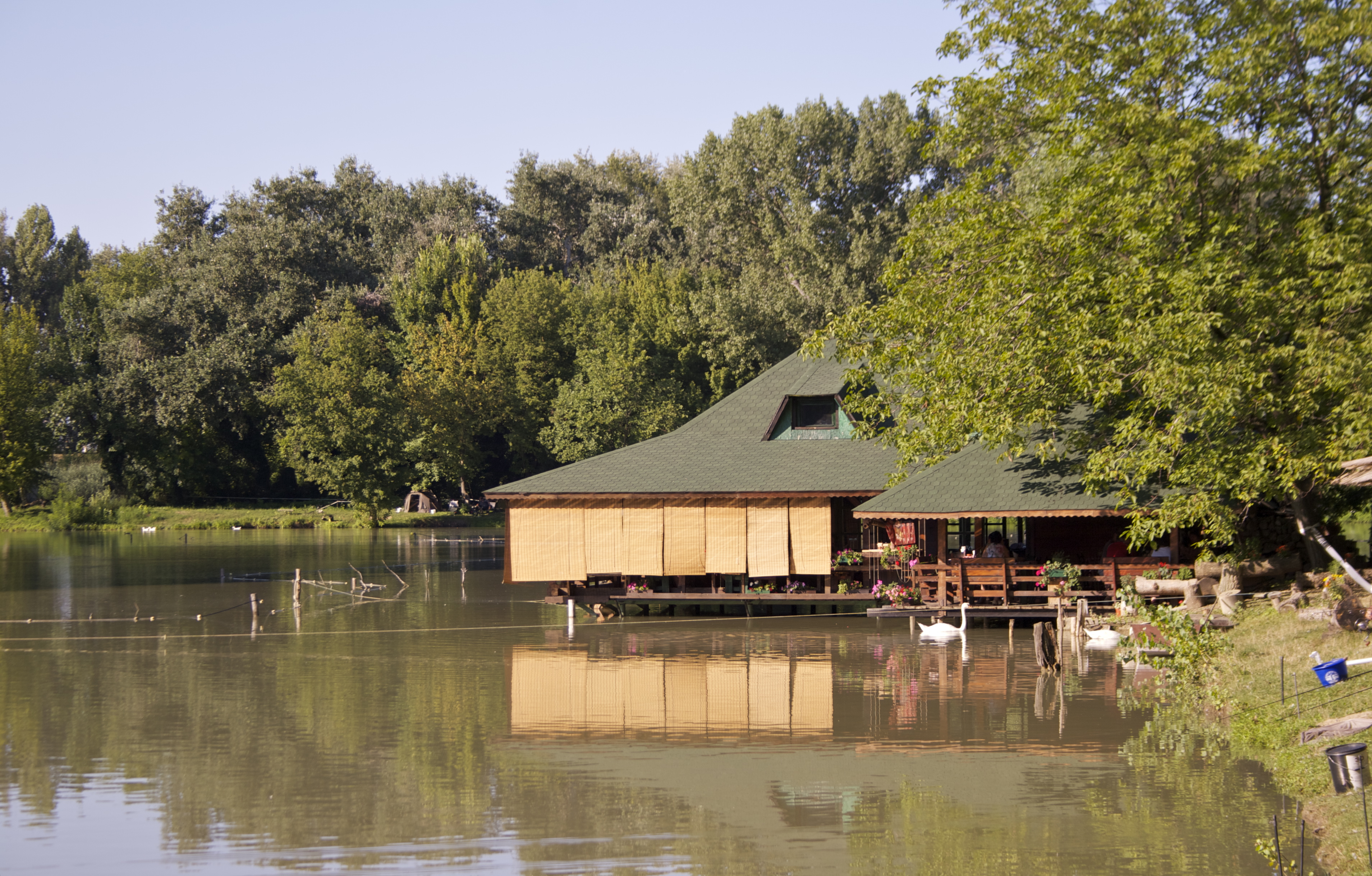
Ada Safari
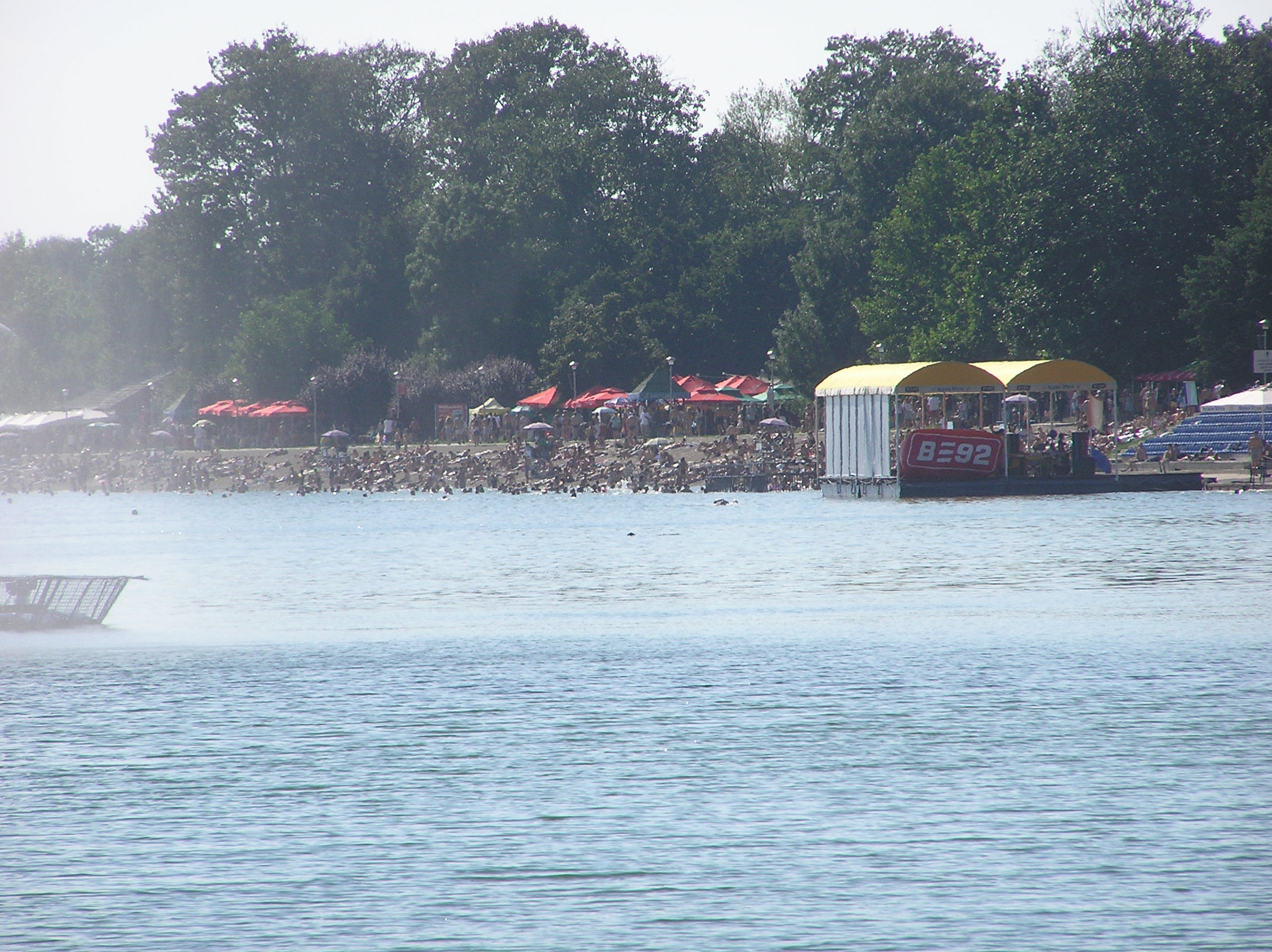
Quang cảnh hồ và bãi tắm

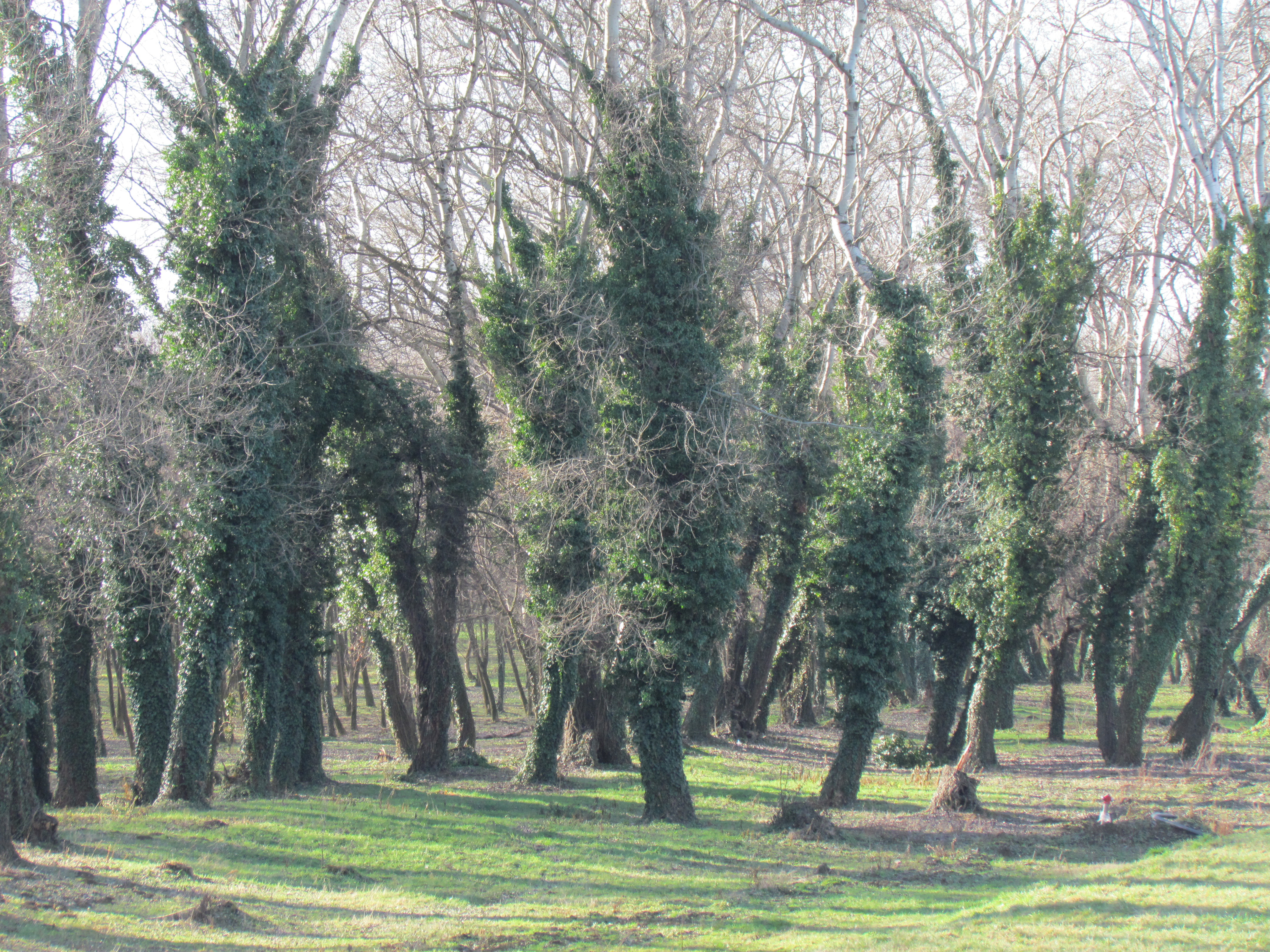
Rừng liễu trắng trên Ada Ciganlija
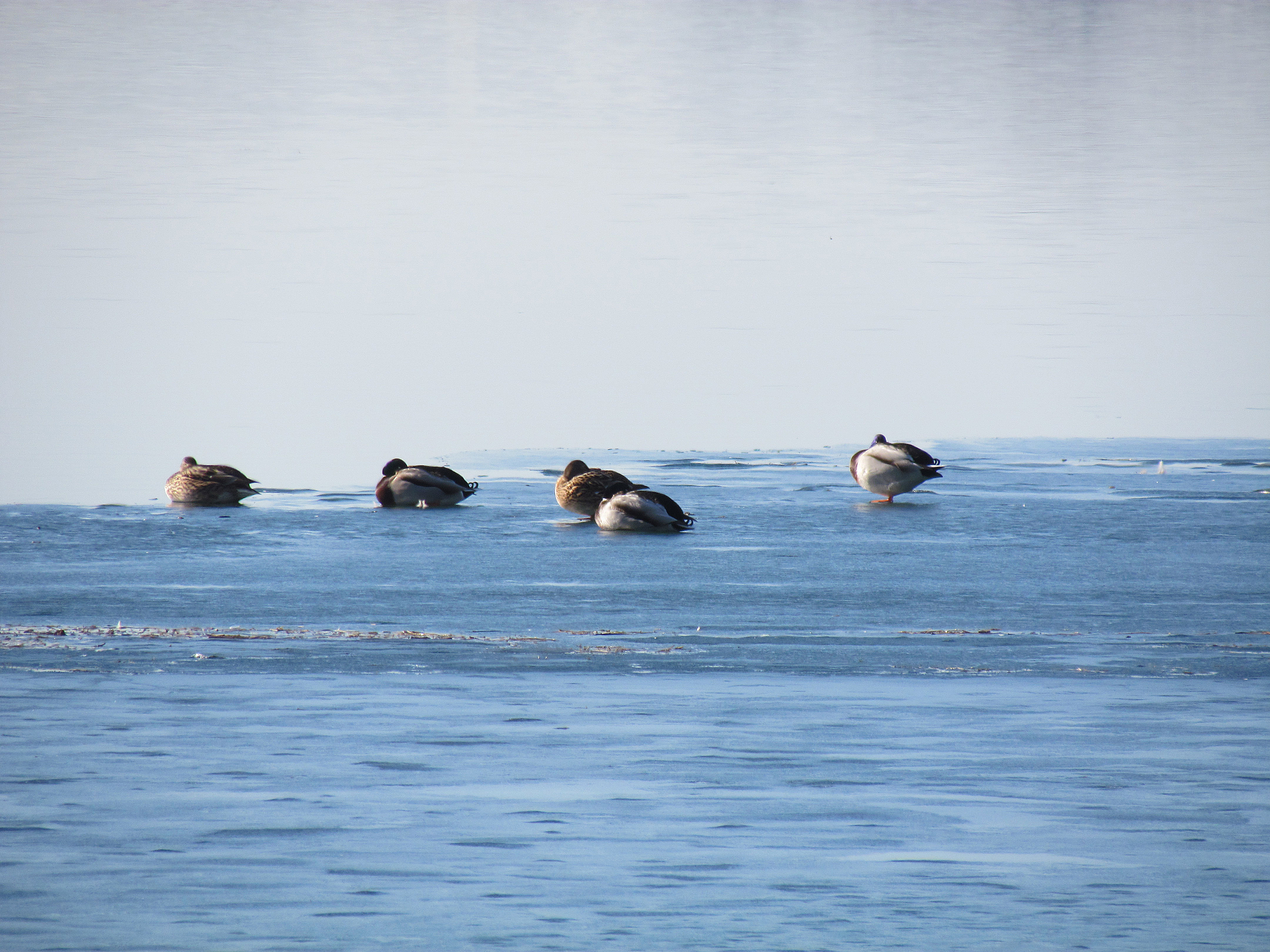
Vịt trời trên hồ Sava đóng băng
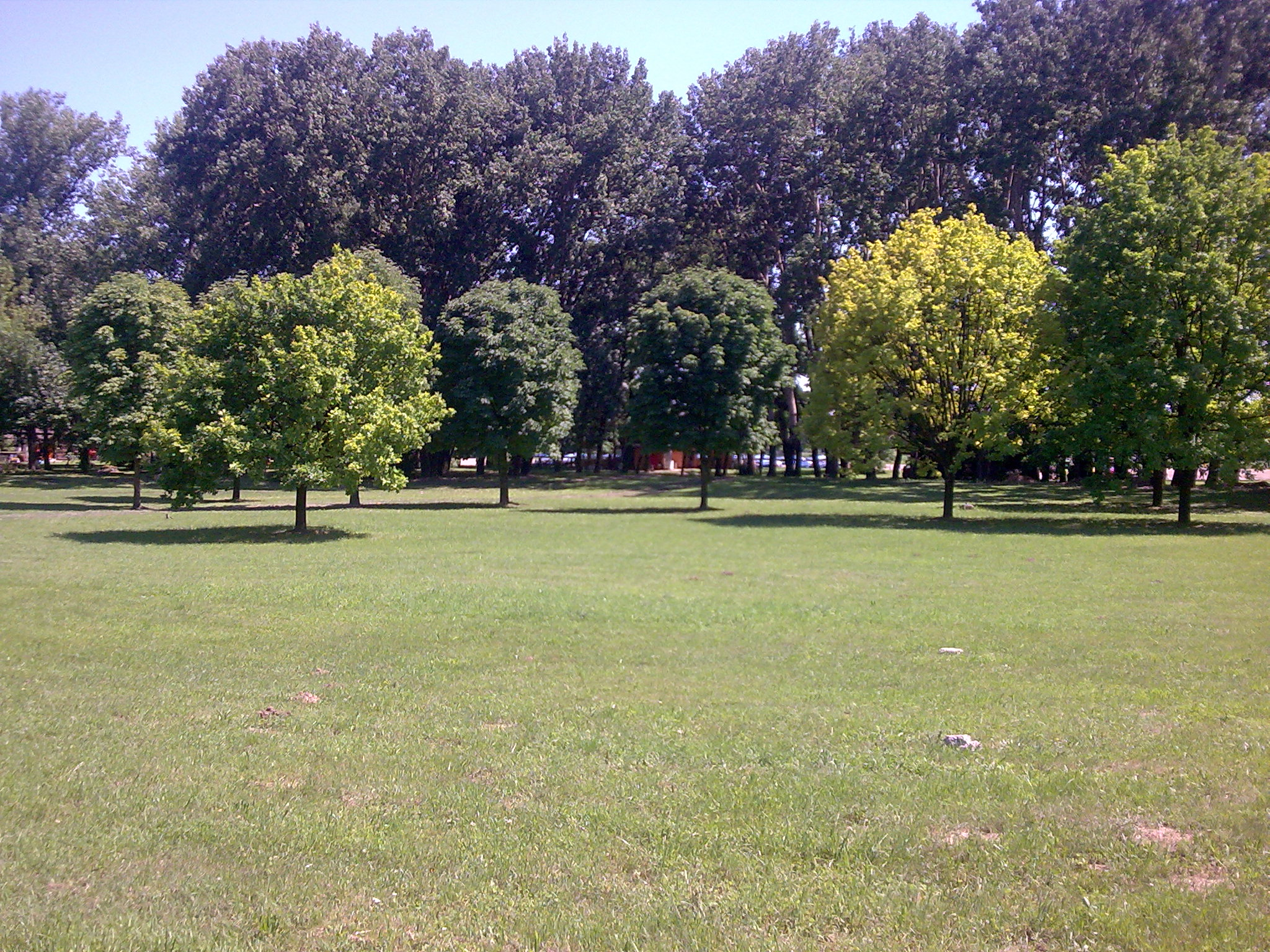
Nhìn từ đường xe đạp

## Địa lý

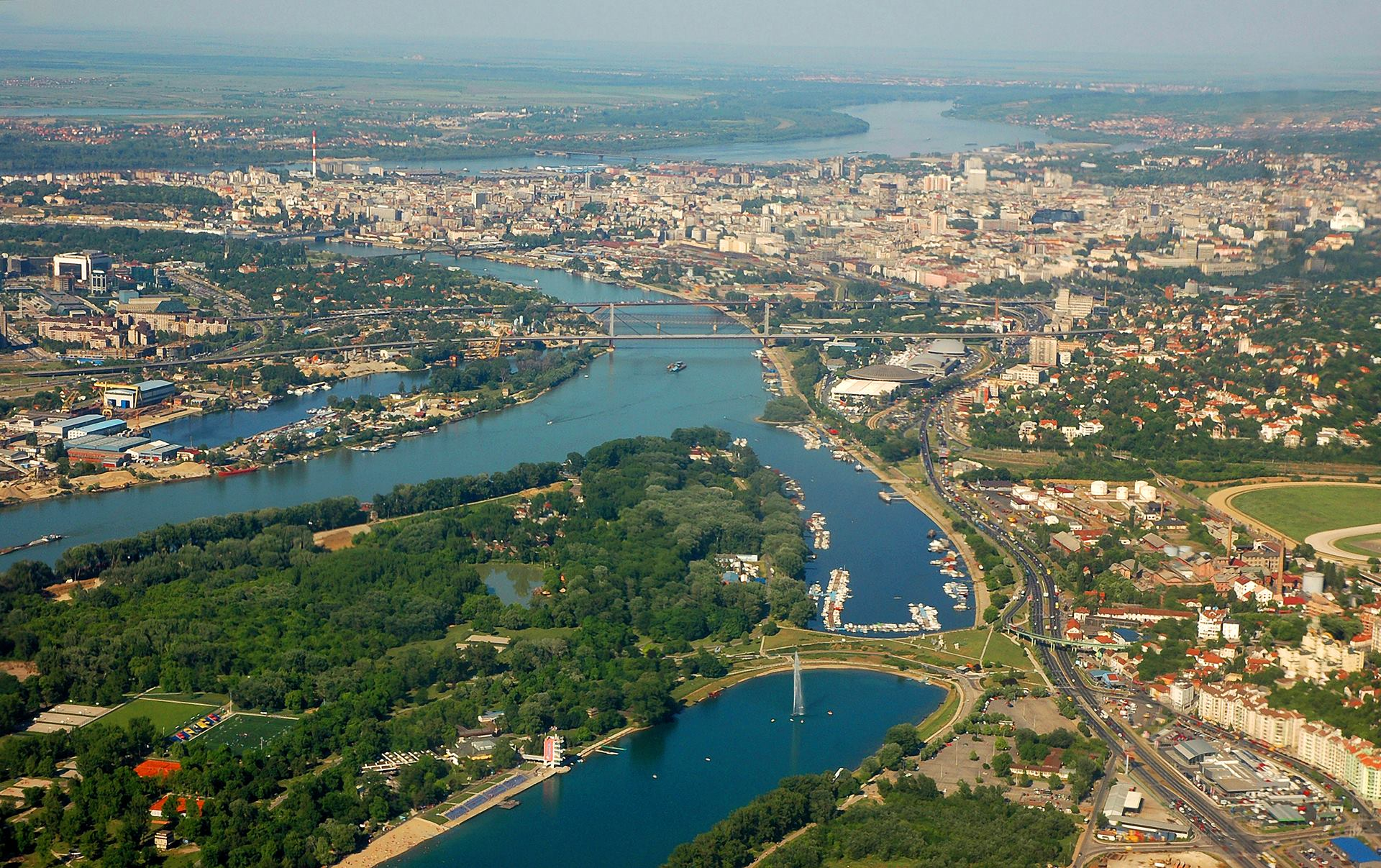
Ada Ciganlija nhìn từ khí cầu

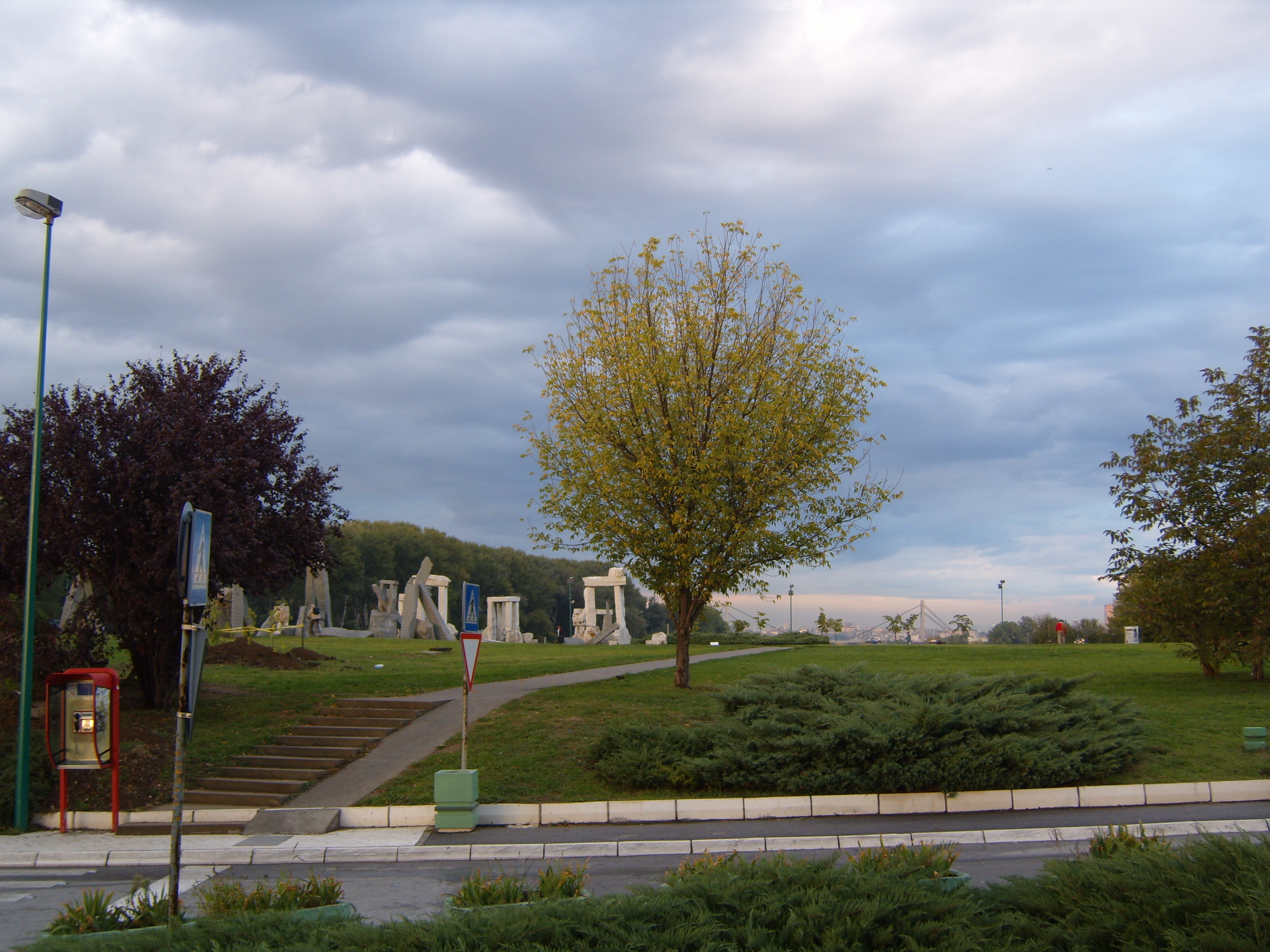
Một trong những đường vào bán đảo

### Vị trí địa lý
Trên bờ nam sông Sava, gần ngã ba sông Sava và sông Danube, cách trung tâm Beograd khoảng 4 km trước đây có một hòn đảo, nay chính là bán đảo Ada Ciganlija. Được bao phủ với rừng cây rậm rạp, rải rác xen kẽ với các đồng cỏ, Ada là khu dã ngoại, hồ bơi và nghỉ mát lớn nhất được được cư dân Beograd ưa thích đến tận hưởng. Nằm ở phía bắc khu Čukarica, ngang qua sông Sava, giáp Khu Beograd Mới và bán đảo nhân tạo Mala Ciganlija, đảo Ada Medjica ngăn cách tòa nhà Beograd Mới với Ada Ciganlija. Phía nam bán đảo là Banovo Brdo và Čukarička Padina, phía đông là vùng ngoại ô Senjak, phía tây là rừng Makiš và vùng ngoại thành cùng tên.
Năm 1967, nhánh sông Sava được ngăn lại tạo thành một hồ nước độc đáo cho Beograd, dài 4,2 km, rộng trung bình 200 m và sâu 4–6 m gọi là hồ Sava. Phần còn lại ở phía đông bắc của nhánh sông biến thành vịnh Čukarica. Vào hè, mỗi ngày có tới 300.000 du khách đến tắm hoặc thư giãn. Tổng diện tích của Ada Ciganlija và mặt nước là 800 ha, dài 6,3 km và rộng khoảng 700 m.
Hình thái địa chất được bồi đắp từ phù sa của sông Sava tạo nên các hố sụt lún và vết kéo dài với độ sâu lên tới 1,5 m. Nước tích tụ trong những vũng sụt lún lâu hơn các bề mặt khác. Trong khu vực được đánh giá, trạng thái dòng chảy tự nhiên và chế độ nước ngầm cho thấy sự khác biệt rất lớn về thời gian nước đọng – từ 20 ngày (bình độ 73,5 m so với mực nước biển) đến 170 ngày (bình độ 70,5 m). Hiện tượng này điều hòa sinh thái, tăng chất lượng toàn bộ các loại đất và thảm thực vật. Địa hình Ada Ciganlija hình thành do tác động của dòng chảy (bồi đắp và xói lở), trầm tích và sạt lở. Nguyên thủy là các thảm thực vật ưa nước phát triển rất mạnh. Sau này, độ ẩm suy giảm do tác động của con người trên đảo, thảm thực vật ban đầu tuy được bảo tồn nhưng không thể phong phú như ban đầu.
Con người đã tác động đến Ada Ciganlija thay đổi chế độ tự nhiên của dòng chảy và nước ngầm, từ đó biến đổi môi trường cảnh quan. Kè, đập được xây dựng ngăn nước tạo nên hồ Sava, cùng với 20 giếng trữ nước đã chế ngự được hiện tượng lũ lụt hàng thế kỷ, ngoại trừ một diện tích nhỏ. Việc điều hòa nước ngầm và nước mặt góp phần ổn định diện mạo Ada Ciganlija.

### Khí hậu
Nhiệt độ trung bình năm trên bán đảo là 12,5 °C, trong khi trung bình thời kỳ thực vật sinh trưởng đạt tới 19,2 °C. Nhiệt độ cao nhất là vào tháng 7, trung bình 23 °C, còn thấp nhất trong khi vào tháng 1 khoảng 1,4 °C. Lượng mưa trung bình là 690,9 mm và trong thời kỳ thực vật sinh trưởng là 391,9 mm.
Nhờ nhiều yếu tố kết hợp, Ada Ciganlija được thừa hưởng chế độ vi khí hậu. Có sông chảy qua, hồ nước nhân tạo, đảo sông và nhiều cây cối bao phủ, độ ẩm cao hơn so với khu vực nội thành, giúp điều hòa nền nhiệt của Beograd theo mùa.
| Dữ liệu khí hậu của Ada Ciganlija (1981—2010) | Dữ liệu khí hậu của Ada Ciganlija (1981—2010) | Dữ liệu khí hậu của Ada Ciganlija (1981—2010) | Dữ liệu khí hậu của Ada Ciganlija (1981—2010) | Dữ liệu khí hậu của Ada Ciganlija (1981—2010) | Dữ liệu khí hậu của Ada Ciganlija (1981—2010) | Dữ liệu khí hậu của Ada Ciganlija (1981—2010) | Dữ liệu khí hậu của Ada Ciganlija (1981—2010) | Dữ liệu khí hậu của Ada Ciganlija (1981—2010) | Dữ liệu khí hậu của Ada Ciganlija (1981—2010) | Dữ liệu khí hậu của Ada Ciganlija (1981—2010) | Dữ liệu khí hậu của Ada Ciganlija (1981—2010) | Dữ liệu khí hậu của Ada Ciganlija (1981—2010) | Dữ liệu khí hậu của Ada Ciganlija (1981—2010) |
| Tháng                                         | 1                                             | 2                                             | 3                                             | 4                                             | 5                                             | 6                                             | 7                                             | 8                                             | 9                                             | 10                                            | 11                                            | 12                                            | Năm                                           |
| --------------------------------------------- | --------------------------------------------- | --------------------------------------------- | --------------------------------------------- | --------------------------------------------- | --------------------------------------------- | --------------------------------------------- | --------------------------------------------- | --------------------------------------------- | --------------------------------------------- | --------------------------------------------- | --------------------------------------------- | --------------------------------------------- | --------------------------------------------- |
| Cao kỉ lục °C (°F)                            | 20.7 (69.3)                                   | 23.9 (75.0)                                   | 28.8 (83.8)                                   | 32.2 (90.0)                                   | 34.9 (94.8)                                   | 37.4 (99.3)                                   | 43.6 (110.5)                                  | 40.0 (104.0)                                  | 37.5 (99.5)                                   | 30.7 (87.3)                                   | 28.4 (83.1)                                   | 22.6 (72.7)                                   | 43.6 (110.5)                                  |
| Trung bình ngày tối đa °C (°F)                | 4.6 (40.3)                                    | 7.0 (44.6)                                    | 12.4 (54.3)                                   | 18.0 (64.4)                                   | 23.5 (74.3)                                   | 26.2 (79.2)                                   | 28.6 (83.5)                                   | 28.7 (83.7)                                   | 23.9 (75.0)                                   | 18.4 (65.1)                                   | 11.2 (52.2)                                   | 5.8 (42.4)                                    | 17.4 (63.3)                                   |
| Trung bình ngày °C (°F)                       | 1.4 (34.5)                                    | 3.1 (37.6)                                    | 7.6 (45.7)                                    | 12.9 (55.2)                                   | 18.1 (64.6)                                   | 21.0 (69.8)                                   | 23.0 (73.4)                                   | 22.7 (72.9)                                   | 18.0 (64.4)                                   | 12.9 (55.2)                                   | 7.1 (44.8)                                    | 2.7 (36.9)                                    | 12.5 (54.5)                                   |
| Tối thiểu trung bình ngày °C (°F)             | −1.1 (30.0)                                   | −0.1 (31.8)                                   | 3.7 (38.7)                                    | 8.3 (46.9)                                    | 13.0 (55.4)                                   | 15.8 (60.4)                                   | 17.5 (63.5)                                   | 17.6 (63.7)                                   | 13.5 (56.3)                                   | 9.0 (48.2)                                    | 4.2 (39.6)                                    | 0.2 (32.4)                                    | 8.5 (47.3)                                    |
| Thấp kỉ lục °C (°F)                           | −26.2 (−15.2)                                 | −15.4 (4.3)                                   | −12.4 (9.7)                                   | −3.4 (25.9)                                   | 2.5 (36.5)                                    | 6.5 (43.7)                                    | 9.4 (48.9)                                    | 6.7 (44.1)                                    | 4.7 (40.5)                                    | −4.5 (23.9)                                   | −7.8 (18.0)                                   | −13.4 (7.9)                                   | −26.2 (−15.2)                                 |
| Lượng Giáng thủy trung bình mm (inches)       | 46.9 (1.85)                                   | 40.0 (1.57)                                   | 49.3 (1.94)                                   | 56.1 (2.21)                                   | 58.0 (2.28)                                   | 101.2 (3.98)                                  | 63.0 (2.48)                                   | 58.3 (2.30)                                   | 55.3 (2.18)                                   | 50.2 (1.98)                                   | 55.1 (2.17)                                   | 57.4 (2.26)                                   | 690.9 (27.20)                                 |
| Số ngày giáng thủy trung bình (≥ 0.1 mm)      | 13                                            | 12                                            | 11                                            | 13                                            | 13                                            | 13                                            | 10                                            | 9                                             | 10                                            | 10                                            | 12                                            | 14                                            | 139                                           |
| Số ngày tuyết rơi trung bình                  | 10                                            | 7                                             | 4                                             | 1                                             | 0                                             | 0                                             | 0                                             | 0                                             | 0                                             | 0                                             | 3                                             | 8                                             | 33                                            |
| Độ ẩm tương đối trung bình (%)                | 78                                            | 71                                            | 63                                            | 61                                            | 61                                            | 63                                            | 61                                            | 61                                            | 67                                            | 71                                            | 75                                            | 79                                            | 68                                            |
| Số giờ nắng trung bình tháng                  | 72.2                                          | 101.7                                         | 153.2                                         | 188.1                                         | 242.2                                         | 260.9                                         | 290.8                                         | 274.0                                         | 204.3                                         | 163.1                                         | 97.0                                          | 64.5                                          | 2.111,9                                       |
| Nguồn: РХЗ                                    |                                               |                                               |                                               |                                               |                                               |                                               |                                               |                                               |                                               |                                               |                                               |                                               |                                               |

### Hồ Sava

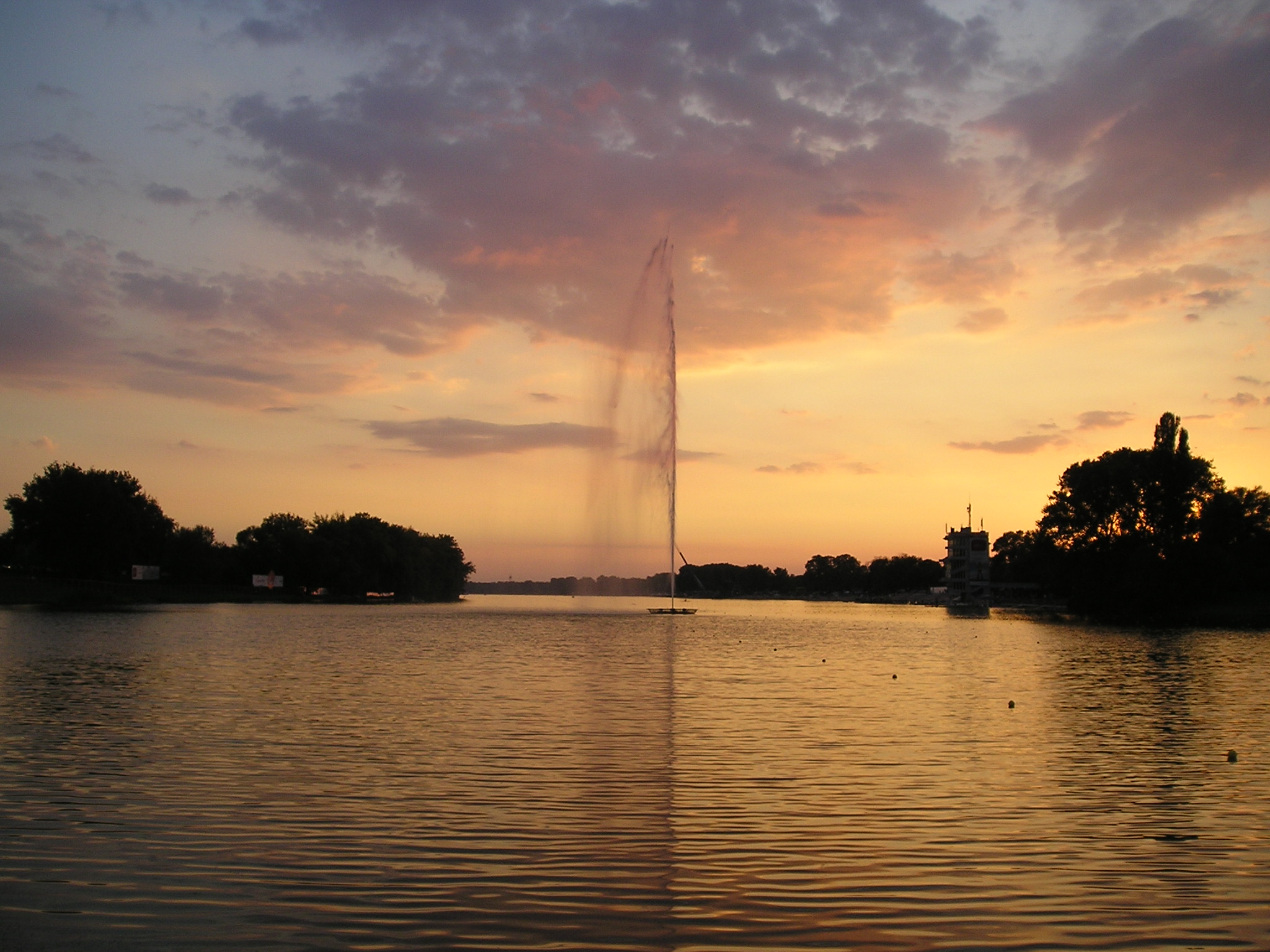
Toàn cảnh hồ Sava

Hồ Sava có hình vòng cung hơi cong, diện tích khoảng 0,9 km², độ sâu trung bình khoảng 3 m và tổng lượng nước trữ khoảng 4.000.000 m³. Chiều rộng trung bình của hồ khoảng 250 m với chiều dài hồ 4,4 km. Hồ được chia thành hai phần, phần phía nam có diện tích 181.000 m² làm bể lắng để cấp nước cho toàn hồ, phần còn lại có diện tích 785.000 m² sử dụng cho giải trí và thể thao. Đáy hồ Sava rất đa dạng, ven bờ sỏi đá cứng chắc, trong khi phần còn lại là bùn-cát và đất sét dưới dạng bùn nhão.
Nhiệt độ nước khá đồng đều, chênh lệch tối đa giữa mặt nước và đáy hồ là khoảng 1,4 °C. Nhiệt độ nước trong những tháng mùa hè đạt 27 °C rất thích hợp cho bơi lội. Trong những tháng mùa đông, hồ thường bị đóng băng dày tới 30 cm. Mùa xuân, nước trong có thể nhìn thấu 4,7 m, còn vào mùa bơi lội, nước đục hơn chỉ nhìn sâu khoảng 0,8 m. Nước hồ có tính hơi kiềm (8,2 – 8,72). Hồ Sava, còn được gọi là Ada, được tạo ra bằng cách xây dựng hai con đập trên sông gần nhánh phía bắc và phía nam của đảo vào năm 1967. Hồ dài 4,2 km, có chiều rộng trung bình 200 m và độ sâu từ 4 đến 6 m, diện tích hồ 0,86 km². Hồ nằm ở độ cao 78 m, một trong những khu vực thấp nhất ở Beograd. Hai bên bờ bán đảo dài 7 km là bãi đá cuội. Nhiệt độ nước thường xuyên đạt 24 °C suốt mùa hè.
Hồ Sava còn được gọi trong các chiến dịch quảng cáo là "Biển Beograd", "Biển BeogrADA" và "Hồ Ada Ciganlija".

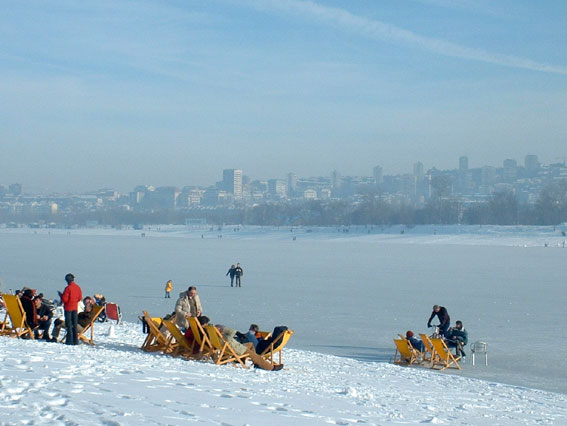
Hồ Sava mùa đông

Thuyền máy bị nghiêm cấm chạy trên hồ.
Có một khu giải trí vui nhộn trên mặt hồ Sava được mở cửa trong mùa bơi lội. Từ năm 2018, thêm một công viên giải trí khác khai trương ở phía Makiš của Ada Ciganlija.
Trong hồ phổ biến là cá chép và cá trắm cỏ, ngoài ra còn có cá trê bản địa lớn nặng hơn 100 kg. Vào tháng 3 năm 2019, một con cá trê dài 2 m bị bắt trong hồ. Cá da trơn có kích thước này rất hiếm và được thả lại hồ theo quy định của pháp luật. Thường thì các thợ lặn cũng quan sát được cá trê lớn cỡ này dưới đáy hồ nhưng chúng thường không bơi lên mặt nước.
Theo số liệu thống kê, trong hồ có 25 loài cá, bao gồm cá chép, cá chó, cá vược, cá vền, cá trê, cá rô, cá giếc và cá thái dương. Hồ cũng là nơi sinh sống của cua và tôm hùm đất, có thể do những người nuôi làm cảnh thả vào. Năm 1994 phát hiện mẫu vật đầu tiên của sứa nước ngọt trong hồ. Ngoài hồ Sava có thể tìm thấy loài này trên sông Danube.
Thực vật có mạch đóng vai trò chủ đạo trong thảm thực vật hồ Sava và có vai trò chính trong việc lọc nước.
Bờ hồ Sava được bố trí đầy đủ và trang bị các cơ sở hạ tầng cần thiết, vì vậy đây là một trong những hồ nhân tạo có bãi tắm lớn nhất và đẹp nhất ở châu Âu. Nước hồ Sava ấm và sạch hơn nước sông, thích hợp để phục vụ công chúng. Tổng hợp vị trí, kích thước, chất lượng nước, cơ sở trang thiết bị, hồ Sava rất phù hợp cho các cuộc thi đấu hàng đầu trên vùng nước lặng. Ở cuối hồ Sava, ngược với hướng về trung tâm Beograd, có một bãi tắm khỏa thân. Ada Ciganlija nhiều lần dành được danh hiệu quốc tế Blue Flag cao nhất về chất lượng nước và an toàn tại bãi tắm. Năm 2011, Virtualtourist đánh giá Ada Ciganlija là đảo trong thành phố đẹp thứ ba trên thế giới. Năm 2012, theo cổng thông tin điện tử "Lonely Planet", Ada Ciganlija là nơi đầu tiên du khách nên đến khi ghé thăm Beograd, xếp thứ 218 trong số 51.674 điểm đến châu Âu.

### Vịnh Čukarica

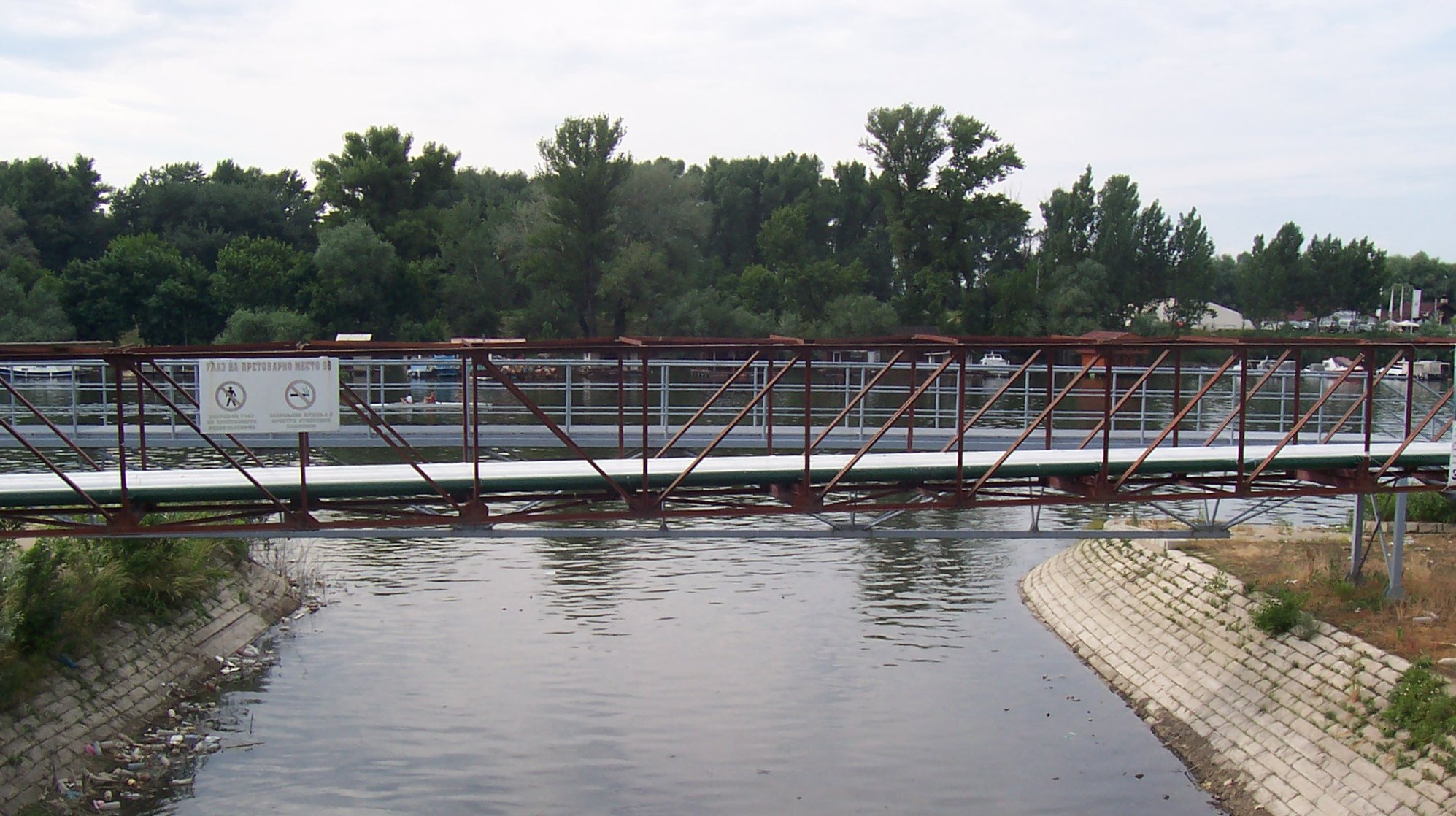
Nơi sông Topčiderska đổ vào vịnh Čukarica

Khi Ada nối với đất liền thông qua một bờ kè vào năm 1967, phần phía bắc của nhánh sông Sava kết hợp lại để tạo nên vịnh Čukarica. Dải đất kéo dài theo hướng tây nam - đông bắc, giáp cực bắc Ada Ciganlija, kè và bờ phải sông Sava (khu Careva uprija và khu nam Bar Venecija). Đây là nơi mà sông Topčiderska đổ vào sông Sava, gần đó có cầu Ada.
Vịnh là nơi diễn ra hoạt động thể thao và giải trí, khu huấn luyện chèo thuyền kayak và có một bến đỗ cho du thuyền nhỏ. Trên bờ dọc theo vịnh là đường dành cho xe đạp. Vịnh dài 1,3 km và rộng 120 đến 160 m. Diện tích vịnh là 16 ha, nhưng quy hoạch hành chính bao gồm thêm 5,8 ha mặt nước và 20,8 ha đất xung quanh.
Lượng bùn thải ước tính trong vịnh năm 2011 là 120.000 m³. Bùn không được phép đổ trực tiếp vào hạ lưu Sava để ngăn ngừa chất thải độc hại. Lúc trước đã có kế hoạch xây dựng một nhà máy sẽ khử bùn từ đó sản xuất phân bón nhưng đã bị hủy bỏ do chi phí cao. Ngày nay, lượng bùn và cây cỏ thủy sinh trong vịnh được kiểm soát tạo điều kiện du thuyền nhỏ có thể ra vào bến.

### Ada Safari

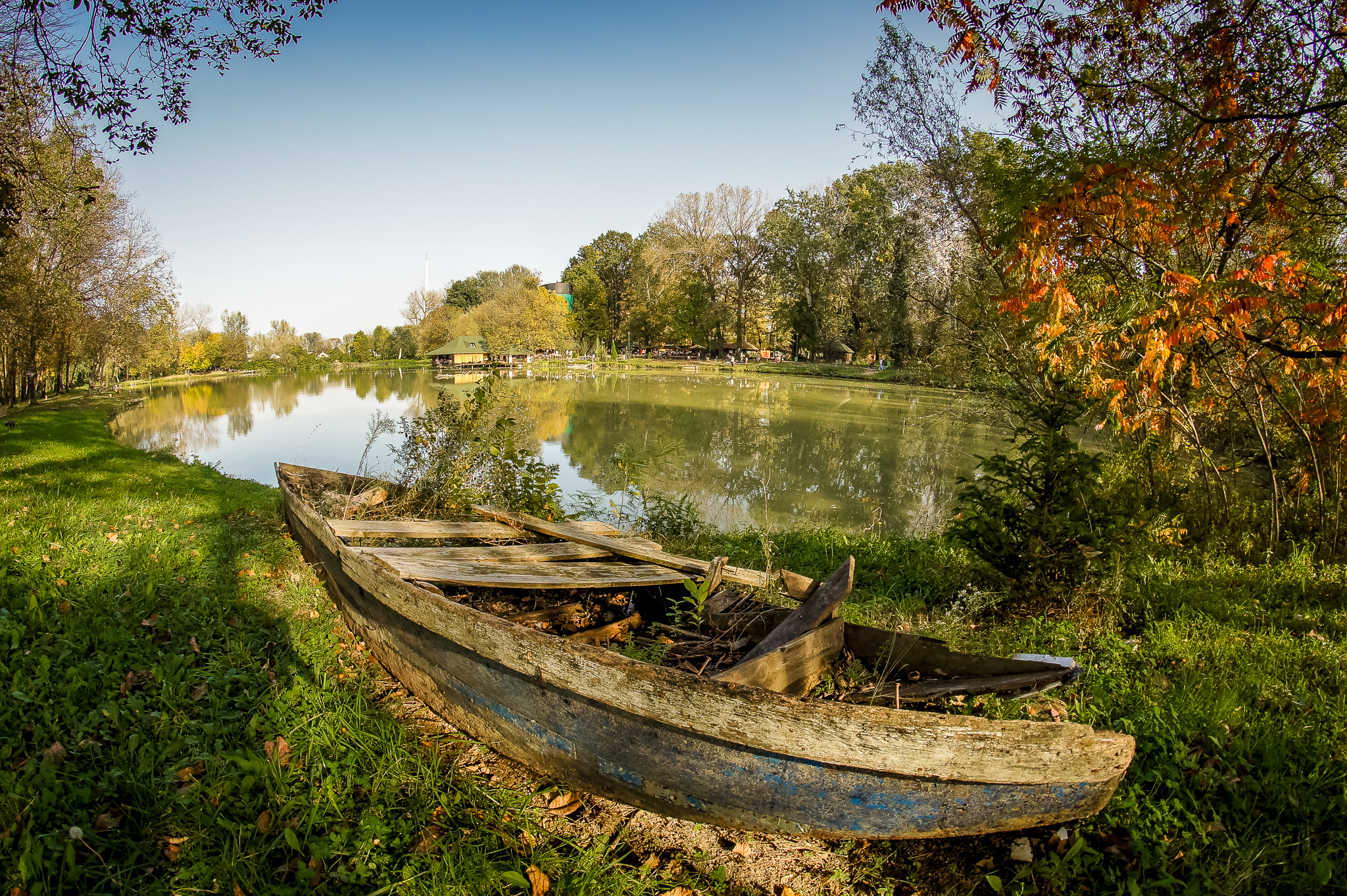
Quang cảnh hồ Ada Safari

Ada Safari là một hồ nước tự nhiên ở Ada Ciganlija, nằm giữa sông Sava và vịnh Čukarica. Hồ có hình chữ S, với diện tích khoảng 6 ha và độ sâu trung bình khoảng 2 m. Hồ chủ yếu dành để câu cá thư giãn, nhưng cũng mở cửa phục vụ nhu cầu khác. Quanh hồ là khu rừng đã được một thế kỷ.
Trước khi có hồ Sava, Ada Safari vốn là một đầm lầy tự nhiên. Dân địa phương gọi là Savska bara. Cuối thập niên 1970 và đầu thập niên 1980, đầm lầy hoàn toàn khô cạn, một công viên giải trí được xây dựng trên đó nhưng không thu được lợi nhuận nên sớm bị đóng cửa. Khu vực hoang phế trở lại thành đầm lầy tràn ngập lau sậy, cói và cây bụi. Dân cư tập trung thành một khu bán hợp pháp ở gần đó.
Một dự án làm sạch hồ được triển khai vào thập niên 1990, cho đến năm 1994, hồ được sạch sẽ hoàn toàn và mang tên Ada Safari.
Ada Safari được rừng rậm bao quanh. Quanh hồ có đường đi tản bộ, có thể đến bất kỳ khi nào trong năm. Ngoài ra còn có một sở thú nhỏ với thỏ, dê, trĩ, vịt, thiên nga, công, gà, bồ câu khiến toàn bộ khu phức hợp giống như một khu bảo tồn thiên nhiên. Cạnh đó có sân chơi Đảo Robinson cho trẻ em hoạt động vào mùa hè.
Gần hồ, một khu trị liệu rộng 0,1 ha mở ra cho trẻ em thiểu năng và người khuyết tật theo phương pháp trị liệu làm vườn. Cơ sở trang bị băng ghế, sân khấu và vườn cây, do sinh viên Lâm nghiệp Beograd thiết kế. Mục đích là để cải thiện tình trạng tâm sinh lý người khuyết tật, khuyến khích hòa nhập xã hội thông qua thời gian đắm chìm trong môi trường tự nhiên.
Năm 2004 khai trương một nhà hàng bên bờ hồ với kiến trúc đặc trưng, phục vụ ẩm thực và âm nhạc.

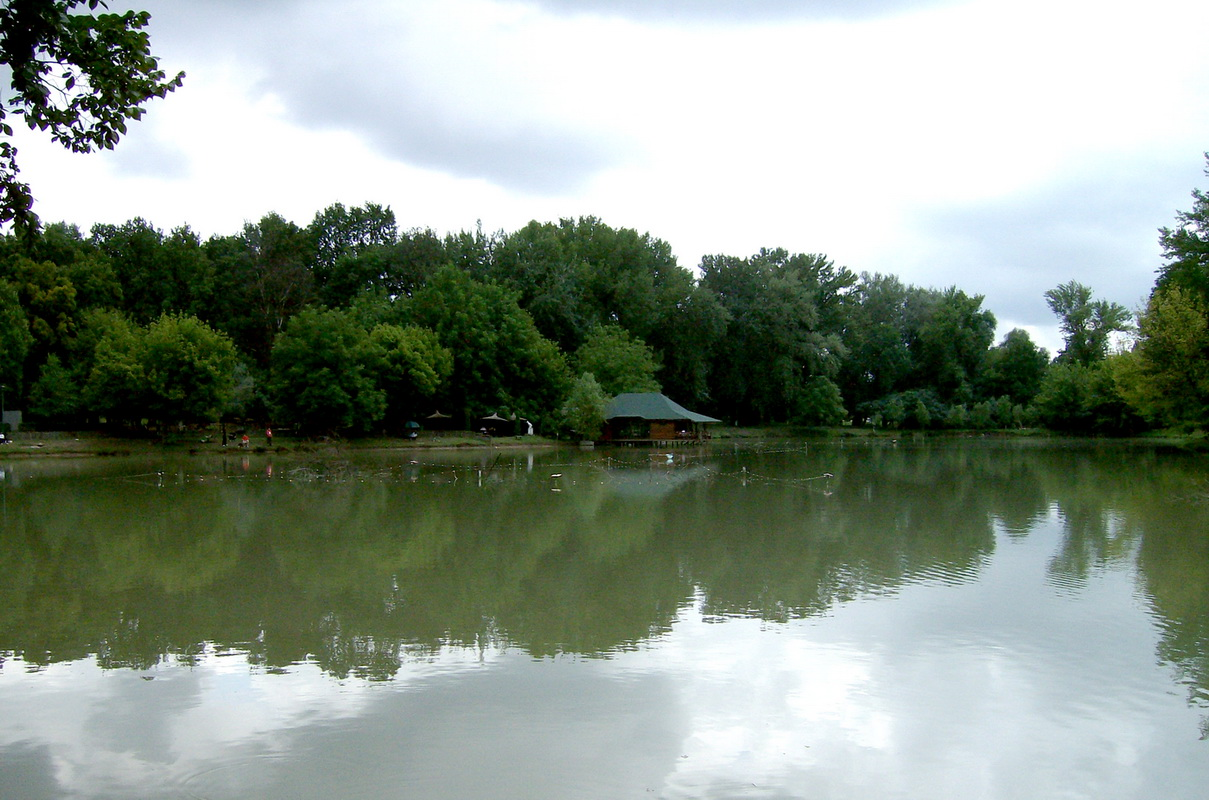
Toàn cảnh Ada Safari

Ngoài vịt và ngỗng nhà, hồ là môi trường sống thường xuyên hoặc di trú của các loài chim hoang dã, phổ biến nhất là vịt trời và diệc xám, cốc nhỏ, chim bói cá. Cây ven hồ là nơi làm tổ của quạ đen, gõ kiến xanh, gõ kiến lớn, bồ câu, bạc má lớn, sẻ ngô xanh, trèo cây, số lượng ít hơn có sơn ca, bông lau, ác là, quạ thông, vàng anh, sẻ khướu và các loài chim khác.
Ở Ada Safari chủ yếu là cá chép, rất nhiều cá da trơn và cũng có cả trắm cỏ, chép nhớt và giếc. Hoạt động câu cá phải có giấy phép và tuân thủ quy tắc nghiêm ngặt để bảo tồn nguồn cá. Có thể đặt chỗ câu cá trong một hay nhiều ngày. Cá câu được phải thả lại hồ, tất nhiên tùy loại cá có thể trả tiền để mua về nhưng chỉ được tối đa 5 kg. Đây là hồ đầu tiên ở Serbia đặt ra quy tắc "bắt và thả". Hồ Ada Safari đã nhiều lần tổ chức Giải vô địch câu cá. Gần hồ là một nhà hàng với tượng gỗ và triển lãm nghệ thuật từ thế kỷ 18.
Năm 2007, câu lạc bộ câu cá ở Ada Safari được thành lập, số lượng thành viên tăng lên hàng năm. Mục tiêu câu lạc bộ là cổ động thú chơi câu cá chép ở Serbia, cung cấp thông tin cho cần thủ, tổ chức các cuộc thi khác nhau và phục hồi hồ Sava.

## Du lịch và thắng cảnh

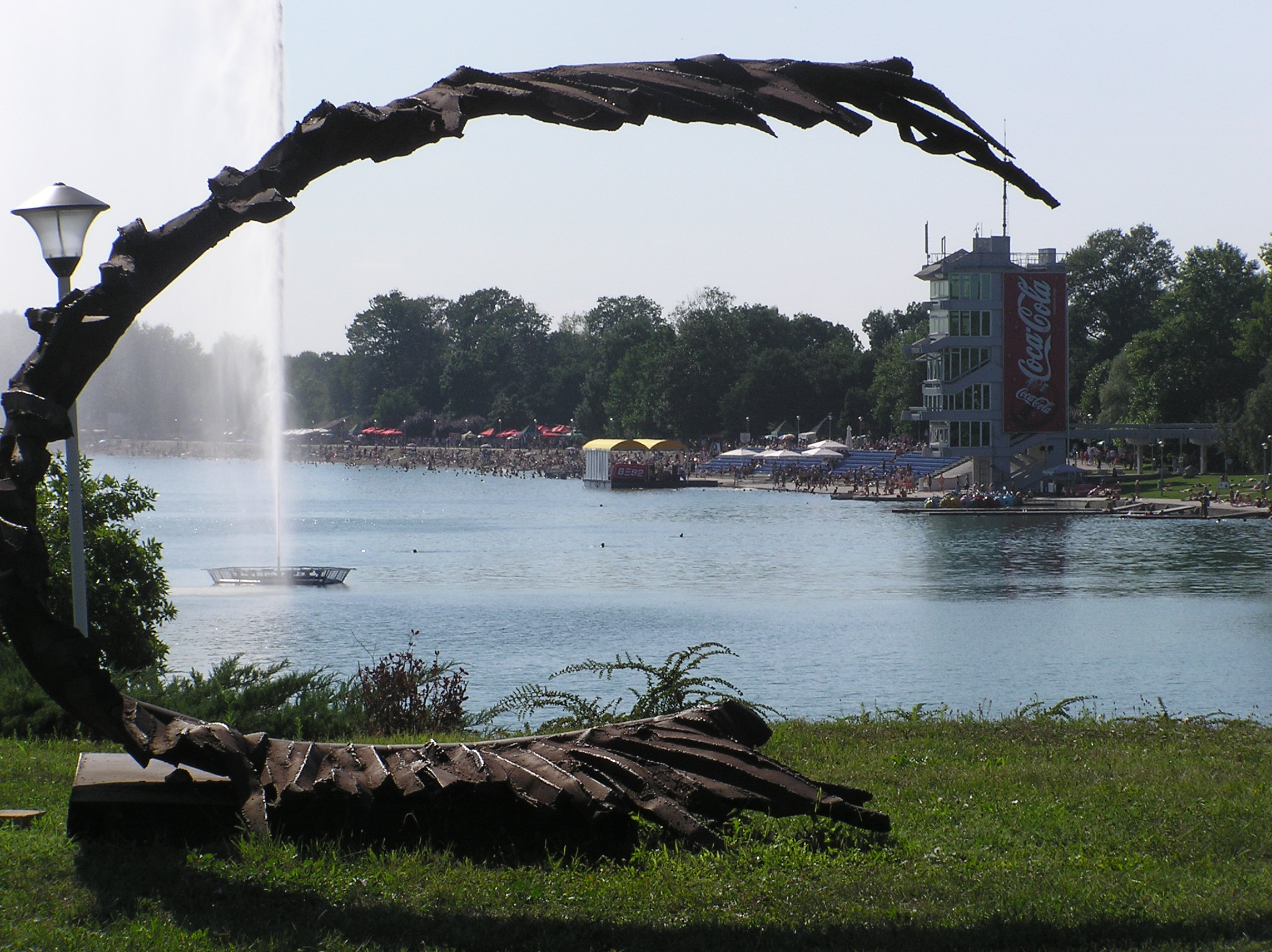
Quang cảnh bãi tắm và tháp tòa án

Vào mùa hè, bán đảo đón hơn 100.000 du khách hàng ngày trong tuần và lên tới 300.000 du khách vào ngày cuối tuần. Ada Ciganlija là trung tâm văn hóa, giải trí của Beograd, đặc biệt khi vào hè. Nơi đây tổ chức nhiều sự kiện quy tụ nhiều văn nghệ sĩ, ban nhạc, dan nhạc nổi tiếng cùng các hội văn hóa thể thao chuyên nghiệp và nghiệp dư. Tại Ada có hàng chục nhà hàng theo phong cách thôn dã mộc mạc, nhà hàng nổi trên mặt nước, gìn giữ và phát huy truyền thống bohemian của Beograd.
Du khách đến với Ada Ciganlija có thể mua sắm, dã ngoại, chơi bowling, golf mini, đi xe ngựa kéo, đạp thuyền, du ngoạn bằng ca nô hoặc thuyền điện sinh thái.
Ở đầu lối đường đi dạo vào Ada Ciganlija có tháp tòa án là một trong những địa danh trên bán đảo. Dưới chân tháp là khán đài có rào chắn nơi tổ chức thi đấu và sự kiện với sức chứa 2.000 người. Cạnh khán đài là bể bơi phao nổi lắp đặt vào năm 2009. Bể có kích thước 25 x 50 m được dùng huấn luyện và thi đấu bơi lội, bóng nước, cũng như đào tạo nhân viên cứu hộ trong mùa bơi lội. Chương trình Jeux sans frontières (Thể thao không biên giới) châu Âu được tổ chức nhiều lần tại bể bơi này với một số môn thi đấu. Khi mùa bơi kết thúc, bể bơi được chuyển sang bờ phải, để lấy chỗ diễn ra các cuộc thi đấu khác trên hồ Sava. Ngoài thể thao, tại bể bơi cũng tổ chức một số sự kiện âm nhạc. Nhiều thuyền bè, nhà hàng và sự kiện kéo theo một lượng rất lớn du khách trên Ada Ciganlija vào ban đêm kể cả ngoài mùa bơi lội.
Từ đầu thập niên 1970, số lượng bè tại Ada Ciganlija bắt đầu tăng lên, và ngày nay số lượng đạt đến con số hơn 70.
Một trong những điểm tham quan nổi bật nhất trên đảo là đài phun nước trên hồ Sava được xây dựng vào năm 1996, nước được phun tới độ cao 60 m. Đài phun nước hoạt động quanh năm trừ trường hợp khi sương giá hoặc gió đặc biệt mạnh. Từ ngày 6 tháng 9 năm 2010, bốn màu ánh sáng được bố trí khiến thác nước thay đổi màu sắc tùy theo hướng gió thổi. Khi thác biến màu vàng và đỏ nghĩa là gió đông nam và tây nam thổi, còn khi có gió đông bắc và tây bắc thì thác biến màu xanh lam và xanh lục.

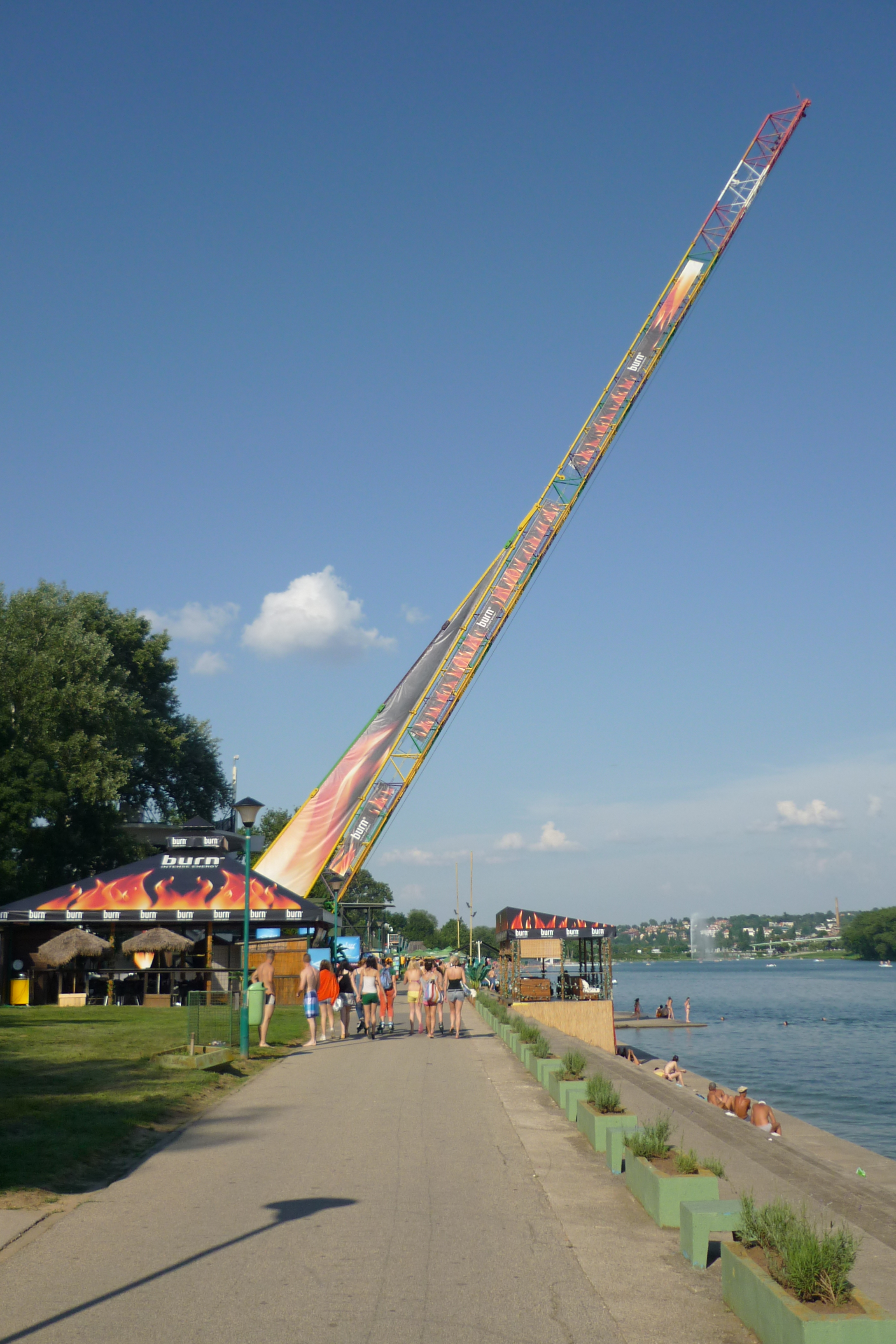
Nhảy bungee trên Ada Ciganlija

Ngày 4 tháng 10 năm 2011, Công viên Khoa học được dựng lên gần vòng xoay để triển lãm các thành tựu khoa học nổi tiếng. Mục tiêu của công viên là đưa các lý thuyết và ứng dụng khoa học đến gần hơn với du khách thông qua trò chơi giải trí, bao trùm các lĩnh vực như vật lý, thiên văn học, toán học, địa lý và tâm lý học. Gần Công viên Khoa học và Công viên Sinh thái là Trang trại Ada.
Trên bán đảo có khu dã ngoại trang bị hai mươi bếp nướng, đài phun nước, bàn ghế gỗ, bên cạnh sân thể thao trung tâm. Có rất nhiều sân chơi trẻ em, bao gồm Công viên sinh thái với diện tích 300 m², được xây dựng vào năm 2014. Năm 2018, một sân chơi trẻ em hiện đại được xây dựng gần khu dã ngoại.
Ada Ciganlija luôn sẵn sàng các dịch vụ cứu hộ chuyên nghiệp, xe cứu thương y tế, cảnh sát và các dịch vụ khác.
Khu vực Okruglog kupatila có trung tâm nhảy bungee cao nhất thế giới với chiều cao cần trục là 55 m. Ada Ciganlija cũng sở hữu Công viên Phiêu lưu (Avantura park) duy nhất ở Serbia, nơi tổ chức các cuộc thi vượt chướng ngại vật trên cây gồm nhiều nền tảng địa hình như cầu treo, lan can và các công trình khác. Ada Ciganlija cũng có một khu trượt tuyết Skitrack gồm một dốc trượt tuyết di động điều khiển bằng thủy lực để thay đổi độ nghiêng và tốc độ, mô phỏng các điều kiện địa hình khác nhau từ đơn giản chậm rãi phù hợp với trẻ em cho đến rất nhanh đáp ứng mọi nhu cầu.
Khoảng 400 m từ lối chính vào Ada Ciganlija về phía gò Sava là khu bắn súng sơn, ở giữa là nhiều bao tải xếp làm boongke. Khu này chia làm hai loại địa hình, phần rộng có kích thước 40 × 60 m. Điểm thu hút du khách ở Ada Ciganlija chính là đài phun nước trên cao. Ngoài ra còn có một tổ hợp thủy sinh về phía Makiš với diện tích khoảng 50.000 m². Tổ hợp mở cửa quanh năm và dùng làm bãi trượt tuyết từ giữa tháng 4 đến giữa tháng 10.
Ở bờ trái hồ Sava, gần Okruglog kupatila có một tảng đá nhân tạo cao 15 m, rộng tương đương 15 con đường mòn, được xây dựng vào năm 1997. Vào mùa hè để phục vụ nhu cầu bơi lội và nghỉ ngơi, bán đảo thiết kế tuyến xe buýt 18 điểm dừng quanh hồ Sava.

Năm 2012, "đường nghệ sĩ" mở trên Ada Ciganlija, theo nguyên mẫu từ tiểu thuyết Ada của Momo Kapor xuất bản năm 1977. Tháng 7 năm 2019, công ty Skyline Beograd thiết lập một bãi xe đạp ở phía Makiš.
   — Momo Kapor

## Định cư

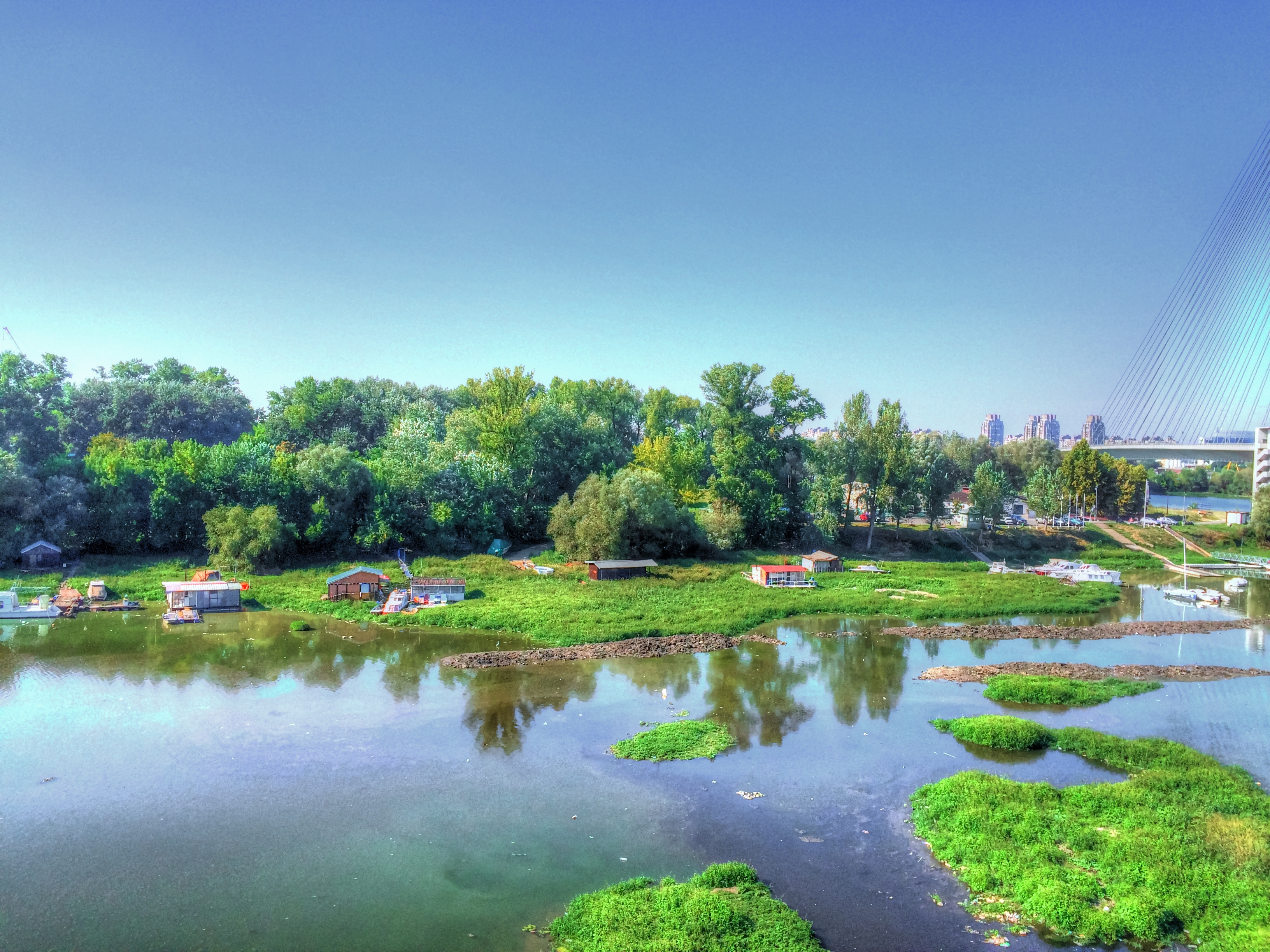
Làng Partizan

Ở phía bắc trên bán đảo là làng Partizan theo tên của Câu lạc bộ chèo thuyền Partizan có trụ sở gần đó.
Dân số gia tăng và số nhà ở cũng tăng theo. Năm 2016, làng Partizan có khoảng 1.000 người với 260 nóc nhà chiếm diện tích 14 ha. Phiên họp Hội đồng Thành phố Beograd tháng 6 năm 2016 đã thông qua quy hoạch chi tiết cho Ada Ciganlija, theo đó làng Partizan bị giải thể vì nằm trên vùng bảo vệ môi trường.
Ở phía bắc của bán đảo, gần làng Partizan là nơi quy tụ các họa sĩ và nhà điêu khắc như Zuko Džumhur, Pavle Vujisić, Momo Kapor và nhiều nghệ sĩ khác.

## Lịch sử
Tàn tích của bộ tộc Scordisci người Celt của địa danh cổ Singidunum và Taurunum đã được tìm thấy ở Ada Ciganlija. Các di vật được lưu giữ tại Bảo tàng Thành phố Beograd và Bảo tàng Quốc gia Beograd là chứng tích các giai đoạn lịch sử nơi đây.

### 1688—1914

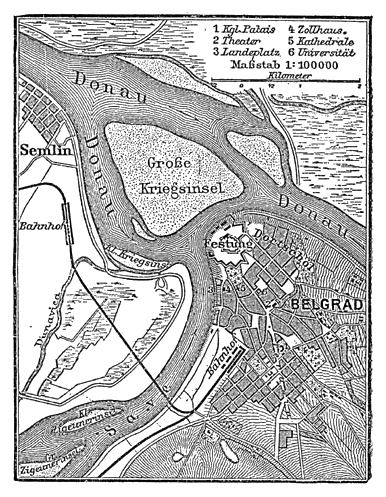
Bản đồ Beograd thế kỷ 19. Ada Ciganlija được đánh dấu với cái tên Đức Zigeunerinsel.

### Chiến tranh thế giới thứ nhất và hậu chiến

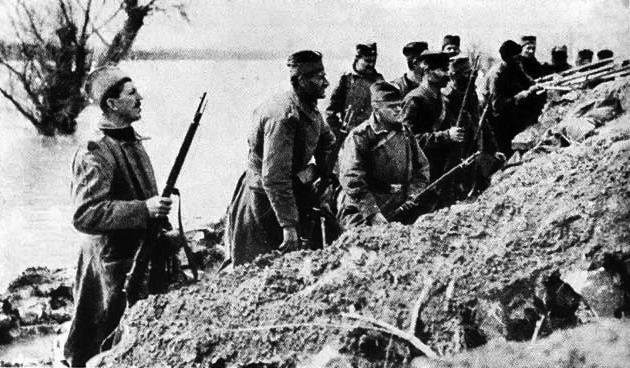
Quân đội Serbia trên Ada Ciganlija trong Chiến tranh thế giới thứ nhất

## Sinh cảnh

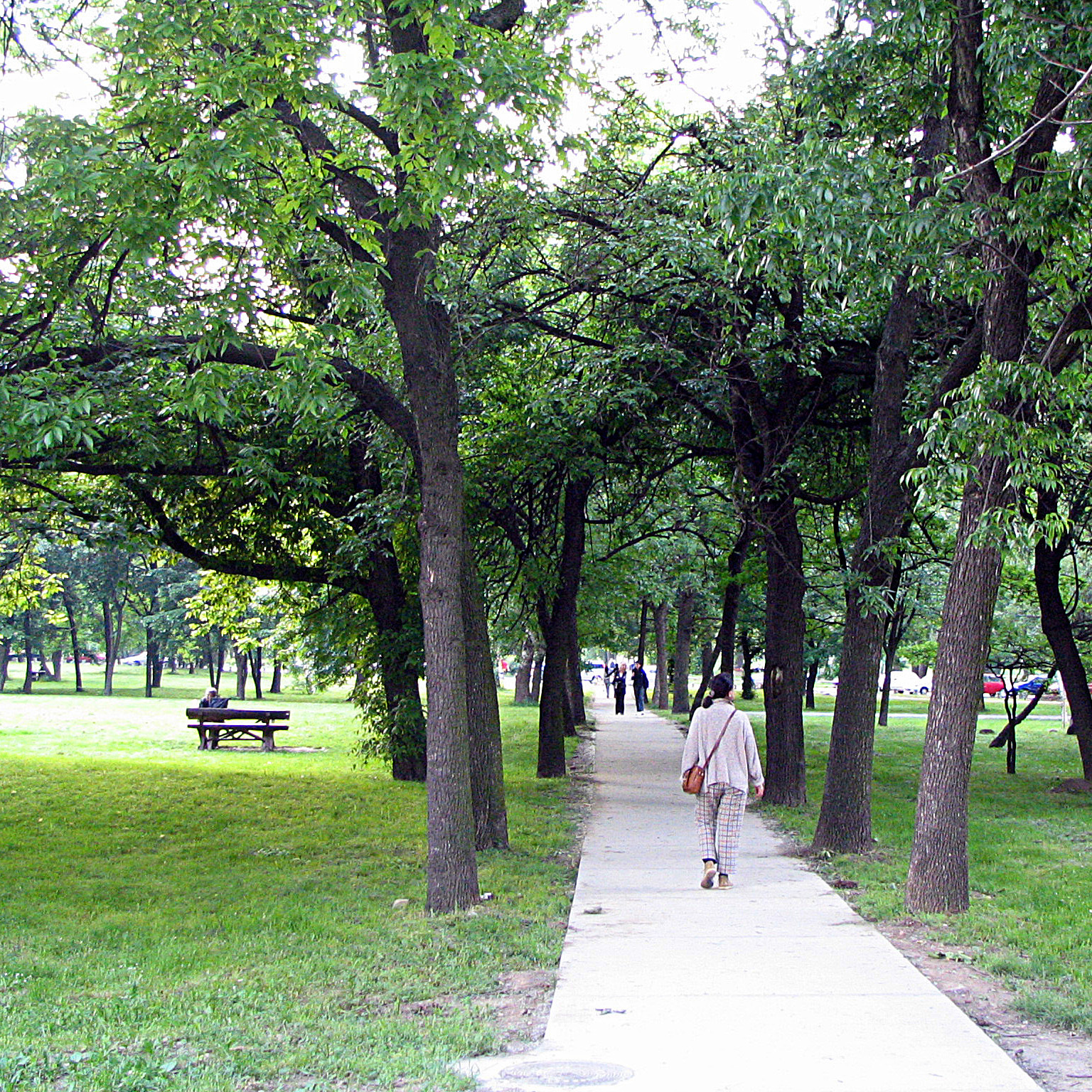
Cây tần bì Mỹ trên Ada Ciganlija

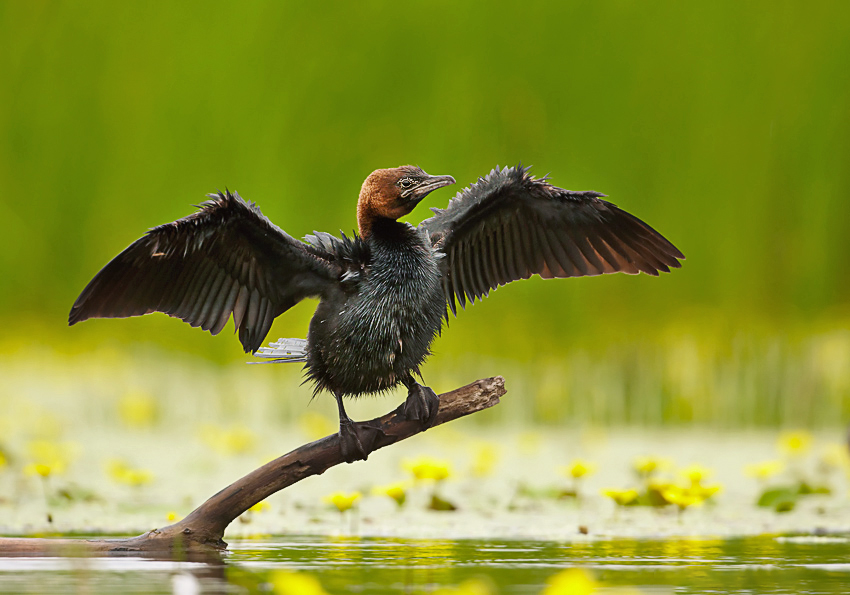
Loài chim cốc nhỏ được bảo vệ ở Ada Ciganlija

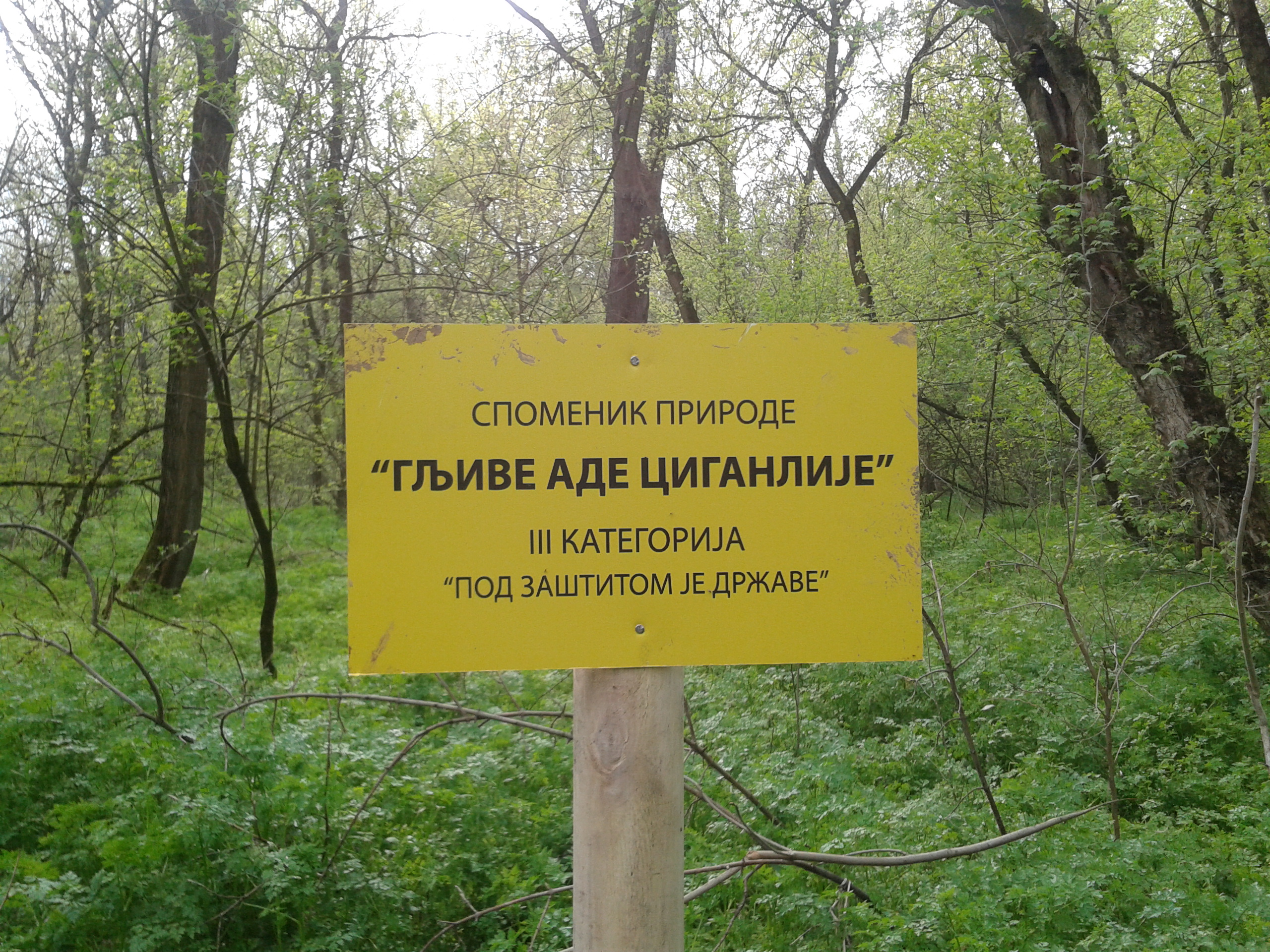
Môi trường sống được bảo vệ cho các loài Nấm trên Ada Ciganlija

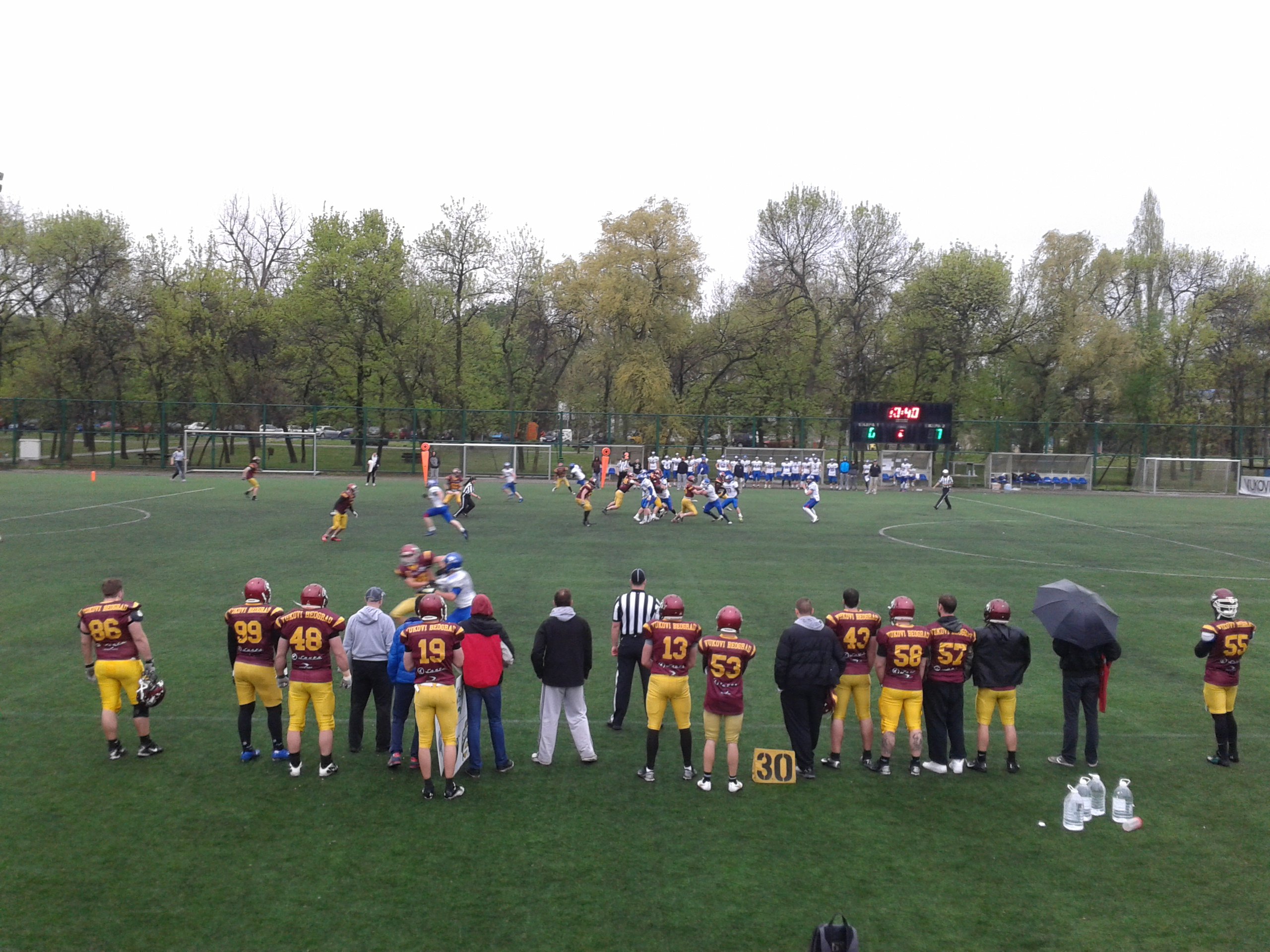
Trận đấu giữa Vukovi Beograd và Silverhoksi Ljubljana, trong giải IFAF Champions League 2015 trên sân vận động Ada Ciganlija

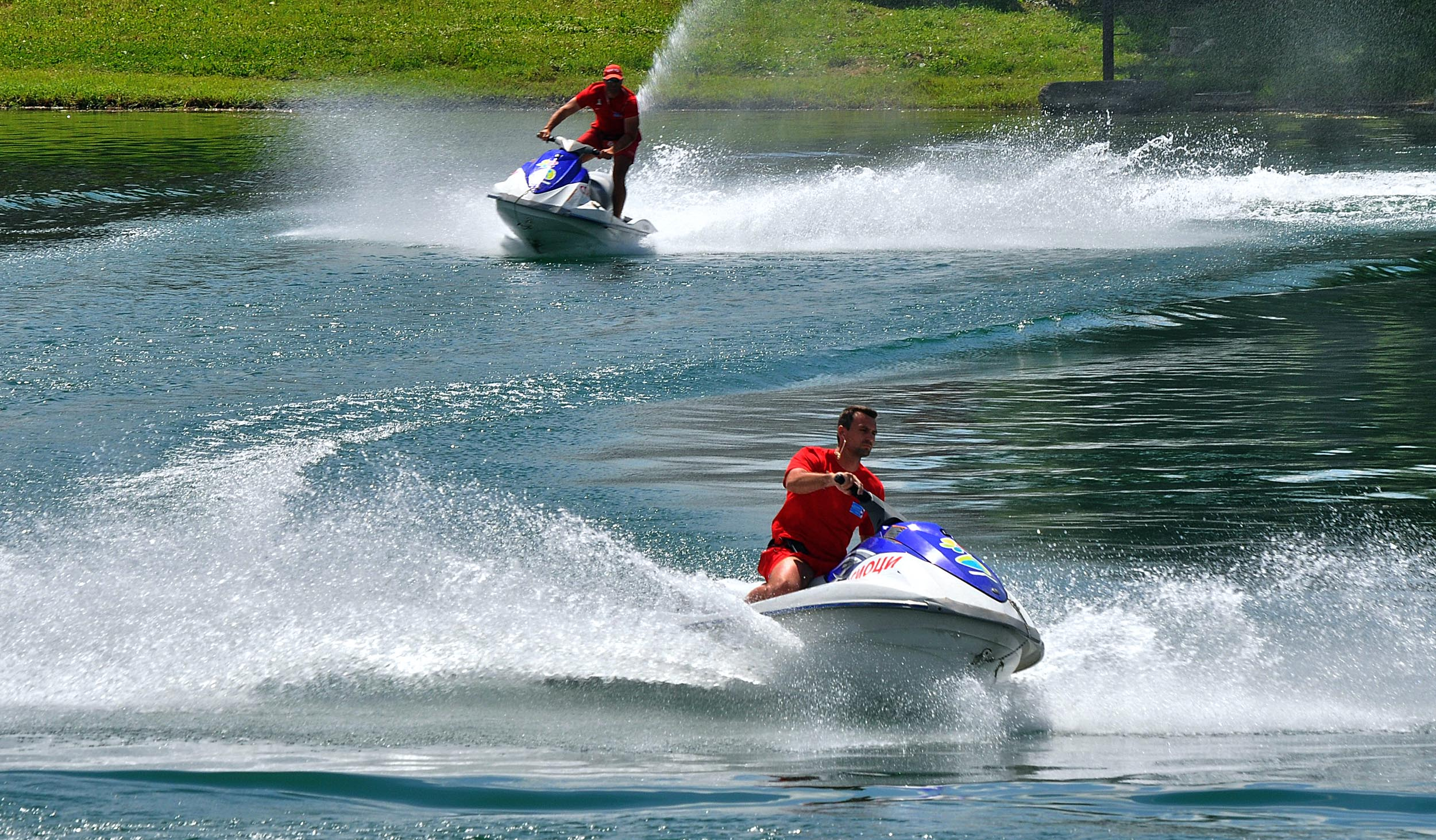
Đi xuồng máy trên Ada Ciganlija